# 江戸時代
江戸時代（えどじだい）は、日本の歴史の内江戸幕府（徳川幕府）の統治時代を指す時代区分である。他の呼称として徳川時代、徳川日本、旧幕時代、藩政時代（藩領のみ）などがある。江戸時代という名は、江戸に将軍が常駐していたためである。

## 時代区分
日本史上の時代区分としては、安土桃山時代（または豊臣政権時代）と合わせて「近世」とされる。
江戸時代の期間は、一般的には1603年3月24日（慶長8年2月12日）に徳川家康が征夷大将軍に任命されて江戸（現在の東京）に幕府を樹立してから、1868年10月23日（慶応4年／明治元年9月8日）の「一世一元の詔」の発布（一世一元への移行）に伴い、慶応から明治に改元されるまでの265年間である。

## 沿革

### 初期・前期（1603年 - 1690年ごろ）

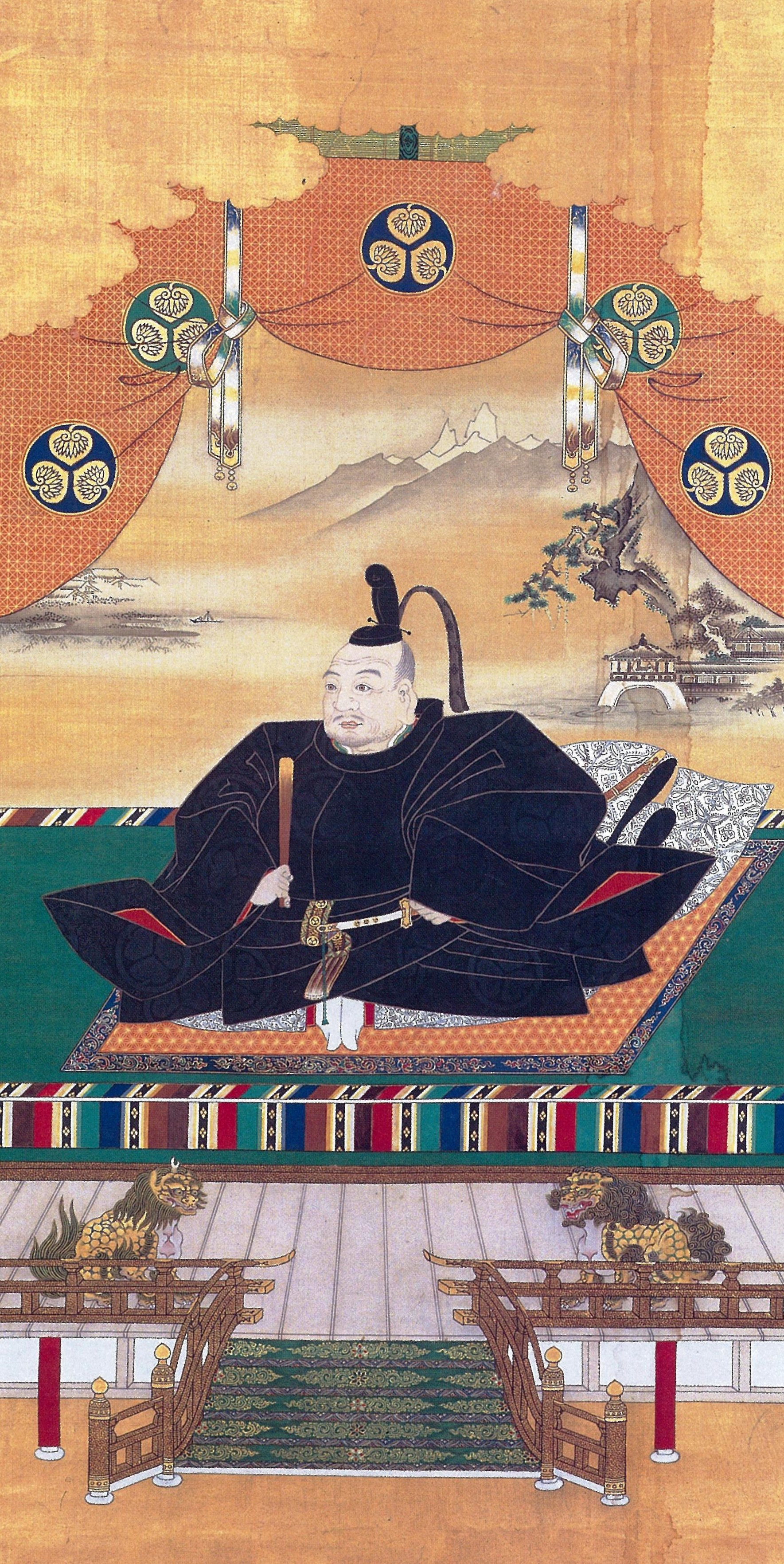
徳川家康

徳川家康は征夷大将軍に就くと、領地である江戸に幕府を開き、ここに江戸幕府（徳川幕府）が誕生する。豊臣秀吉死後の政局の混乱を収め、産業・教育の振興その他の施策に力を入れるとともに、大坂の陣（大坂の役）により豊臣氏勢力を一掃。その後の島原の乱も鎮圧することで、平安時代以降、700年近く続いた政局不安は終焉を迎えた。以後200年以上長期安定政権の基盤を確立し、「元和偃武」とよばれる平和状態が日本にもたらされた。
設立当初の幕府の運営体制は「庄屋仕立て」と評される、徳川家の家政を踏襲したものとなったが、寛永10年ごろに「老中」「若年寄」などの末期まで続く制度が確立した。かつて徳川家康と豊臣政権の同僚だった大名は、外様大名として扱われ、広大な領土を持つ者もいたが、関東や近畿地方などの要地からは遠ざけられ、従前の武家政権のように幕政に関与することはなくなった。徳川氏一門の親藩大名は大領を持ったが幕政には関与せず、関ヶ原の戦い以前から徳川家に仕えていた譜代大名・旗本によって幕政は運営された。武家諸法度によって大名は厳しく統制され、大名も改易処分となり大領を失うことがしばしば発生した。京都・大坂・長崎といった全国の要所は直轄領（天領）として大名を置かず、 幕府の役人が統治を行った。朝廷に対しては禁中並公家諸法度や京都所司代による統制が行われ、自立した対外行動をとることはできなくなった。

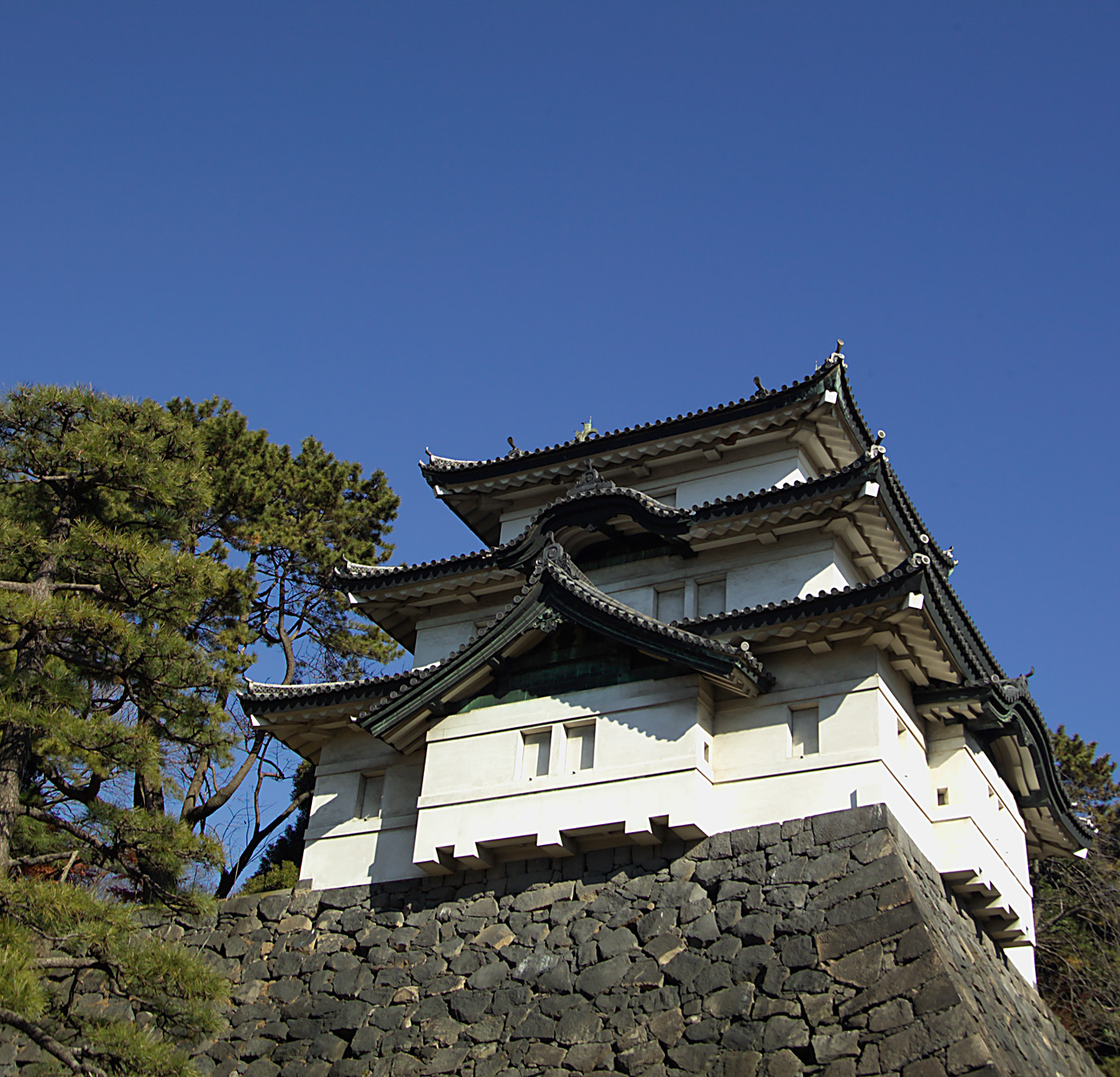
皇居（旧・江戸城）富士見櫓、1659年（万治2年）築造。

また、平和が招来されたことにより、大量の兵士（武士）が非生産的な軍事活動から行政的活動に転じ、広域的な新田開発が各地で行われたため、戦国時代から安土桃山時代へと長い成長を続けていた経済は爆発的に発展し、高度成長時代が始まった。

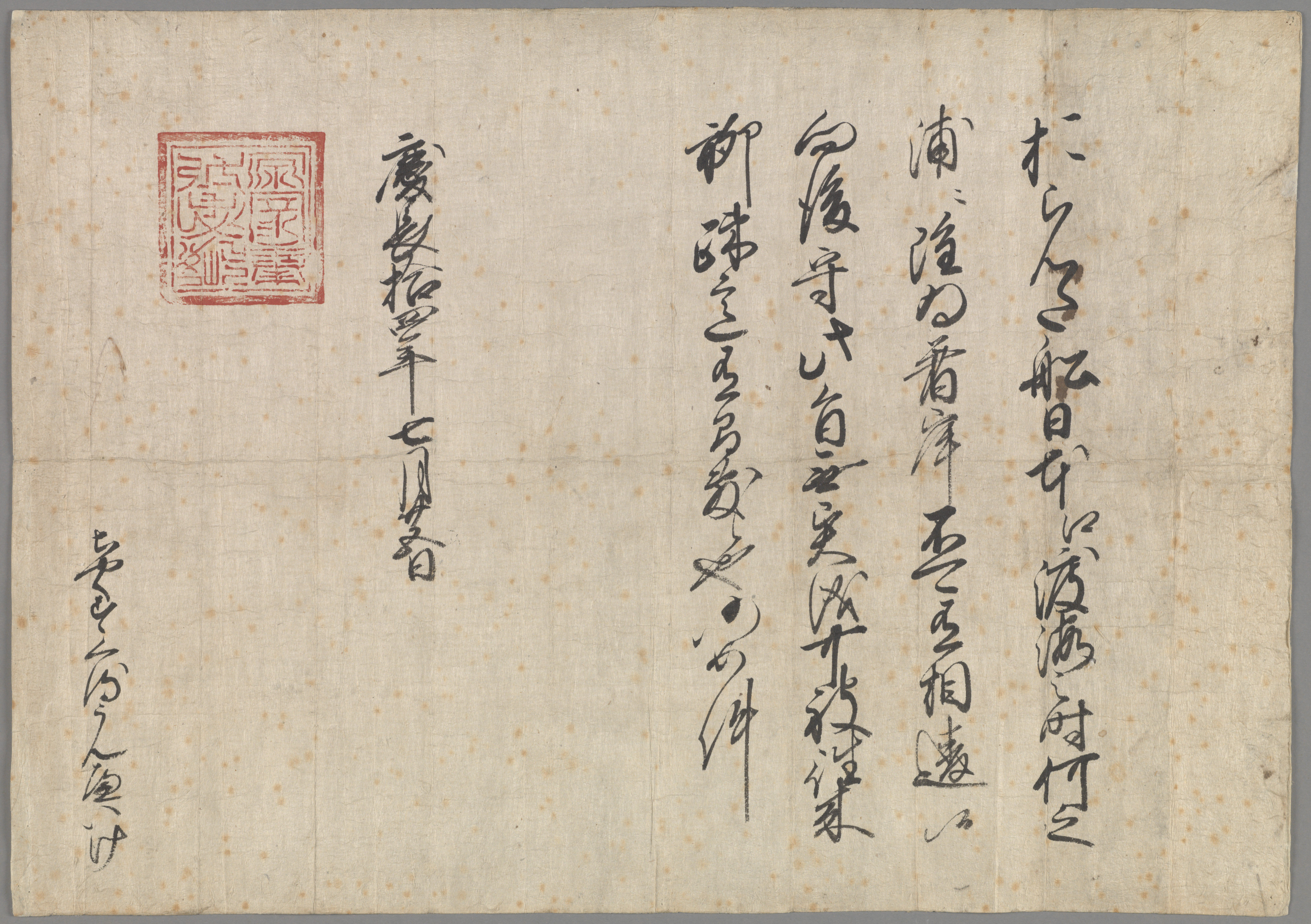
徳川家康の名で発行されたオランダとの通商許可証（慶長14年7月25日（1609年8月24日）付）

また江戸時代には、対外的には長崎出島での中国（明・清）・オランダとの交流と対馬藩を介しての李氏朝鮮との交流以外は外国との交流を禁止する鎖国政策を採った（ただし、実際には薩摩に支配された琉球王国による対中国交易や渡島半島の松前氏による北方交易が存在した）。バテレン追放令は、すでに豊臣秀吉が発令していたが、鎖国の直接的契機となったのは島原の乱で、キリスト教と一揆（中世の国人一揆と近世の百姓一揆の中間的な性格を持つもの）が結びついたことにより、その鎮圧が困難であったため、キリスト教の危険性が強く認識されたからであると言われる。またこの間、オランダが日本貿易を独占するため、スペインなどのカトリック国に日本植民地化の意図があり、危険であると幕府に助言したことも影響している。中国では同様の政策を海禁政策と呼ぶが、中国の場合は主として沿海地域の倭寇をも含む海賊からの防衛および海上での密貿易を禁止することが目的とされており、日本の鎖国と事情が異なる面もあった。しかし、日本の鎖国も中国の海禁と同じとして、鎖国より海禁とする方が適当とする見解もある。鎖国政策が実施される以前には、日本人の海外進出は著しく、東南アジアに多くの日本町が形成された。またタイに渡った山田長政のように、その国で重用される例も見られた。
しかし鎖国後は、もっぱら国内重視の政策がとられ、基本的に国内自給経済が形成された。そのため三都を中軸とする全国経済と各地の城下町を中心とする藩経済との複合的な経済システムが形成され、各地の特産物がおもに大坂に集中し（天下の台所と呼ばれた）そこから全国に拡散した。農業生産力の発展を基盤として、経済的な繁栄が見られたのが元禄時代であり、この時代には文学や絵画の面でも、井原西鶴の浮世草子、松尾芭蕉の俳諧、近松門左衛門の浄瑠璃、菱川師宣の浮世絵などが誕生していく。これらの文化は京、大坂をはじめとする関西地域から生まれた。また、この元禄期に花開いた文化は元禄文化と呼ばれる。

### 中期（1690年ごろ - 1780年ごろ）

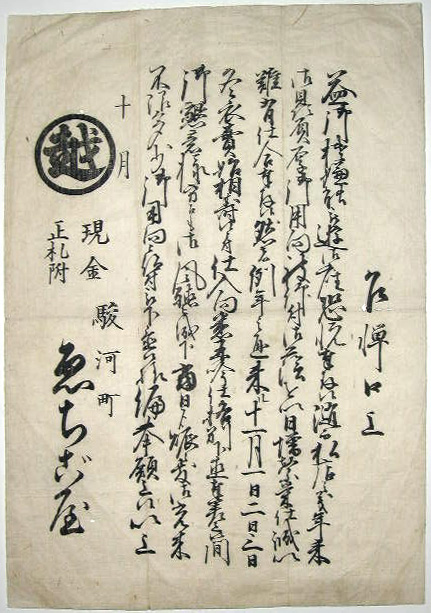
ゑちご屋チラシ

#### 元禄期 - 正徳期
元禄時代の経済の急成長により、貨幣経済が農村にも浸透し、四木（桑・漆・檜・楮）・三草（紅花・藍・麻または木綿）など商品作物の栽培が進み、漁業では上方漁法が全国に広まり、瀬戸内海の沿岸では入浜式塩田が拓かれて塩の量産体制が整い各地に流通した。手工業では綿織物が発達し、伝統的な絹織物では高級品の西陣織が作られ、また、灘五郷や伊丹の酒造業、有田や瀬戸の窯業も発展した。やがて、18世紀には農村工業として問屋制家内工業が各地に勃興した。
人と物の流れが活発になる中で、城下町・港町・宿場町・門前町・鳥居前町・鉱山町など、さまざまな性格の都市が各地に生まれた。その意味で江戸時代の日本は「都市の時代」であったという評価があり､「全世界の歴史を見渡してみても、日本の江戸時代ほど都市が計画的に、しかも大量に作られ、その新しく作った都市が社会構造の中で中心になった例は、ほかに見られない」とされている 。18世紀初頭の京都と大坂（大阪）はともに40万近い人口を抱えていた。同期の江戸は、人口100万人前後に達しており、日本最大の消費都市であるばかりでなく、世界最大の都市でもあった。当時の江戸と大坂を結ぶ東海道が、18世紀には世界で一番人通りの多い道だったといわれている。

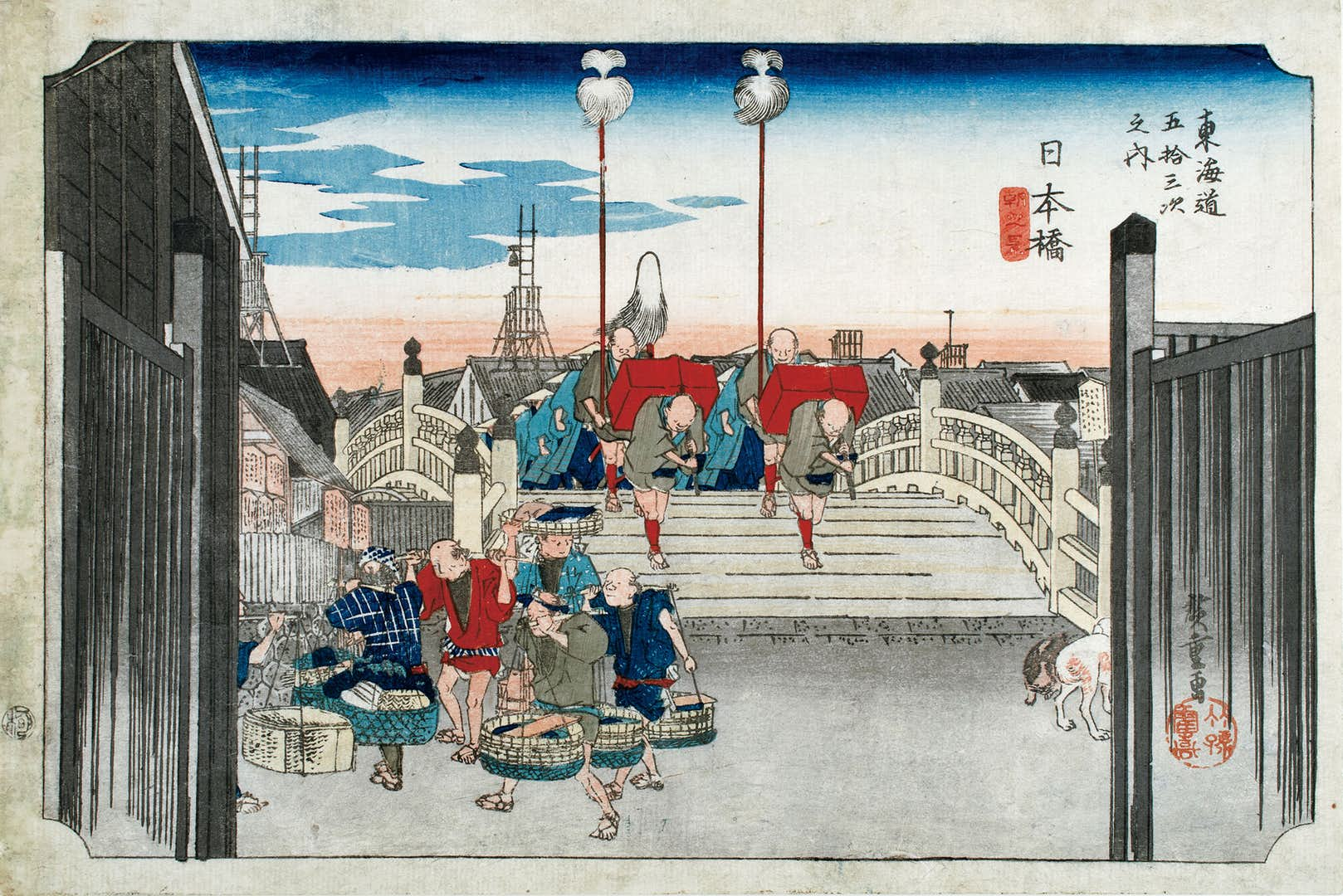
歌川広重『東海道五十三次』より「日本橋」

このような経済の発展は、院内銀山などの鉱山開発が進んで金・銀・銅が大量に生産され、それと引き替えに日本国外の物資が大量に日本に入り込んだためでもあったが、18世紀に入ると減産、枯渇の傾向が見られるようになった。それに対応したのが、新井白石の海舶互市新例（長崎新令）であった。彼は、幕府開設から元禄までの間、長崎貿易の決済のために、金貨国内通貨量のうちの4分の1、銀貨は4分の3が失われたとし、長崎奉行大岡清相からの意見書を参考にして、この法令を出した。その骨子は輸入規制と商品の国産化推進であり、長崎に入る異国船の数と貿易額に制限を加えるものであった。清国船は年間30艘、交易額は銀6,000貫にまで、オランダ船は年間2隻、貿易額は3,000貫に制限され、従来は輸入品であった綿布、生糸、砂糖、鹿皮、絹織物などの国産化を奨励した。

#### 徳川吉宗の幕政（享保の改革）

徳川吉宗

8代将軍となった徳川吉宗は、紀州徳川家の出身であり、それまで幕政を主導してきた譜代大名に対して遠慮することなく大胆に、農本主義に立脚した政治改革を行った（享保の改革）。吉宗がもっとも心を砕いたのは米価の安定であった。貨幣経済の進展にともない、諸物価の基準であった米価は下落を続け（米価安の諸色高）、それを俸禄の単位としていた旗本・御家人の困窮が顕著なものとなったからである。そのため彼は倹約令で消費を抑える一方、新田開発による米の増産、定免法採用による収入の安定、上米令、堂島米会所の公認などを行った。「米将軍」と称された所以である。それ以外にも、財政支出を抑えながら有為な人材を登用する足高の制、漢訳洋書禁輸の緩和や甘藷栽培の奨励、目安箱の設置などの改革を行った。幕府財政は一部で健全化し、1744年（延享元年）には江戸時代を通じて最高の税収となったが、年貢税率の固定化や貢租の重課や厳重な取り立てとなり、また、行きすぎた倹約により百姓・町民からの不満を招き、折からの享保の大飢饉（享保6年（信州浅間山噴火）、同7年、同17年）もあって、百姓一揆や打ちこわしが頻発した。それらに対し、享保6年（1721年）6月、「村民須知」、享保19年（1734年）8月、代官への御触書などによる法令で取り締まった。宝暦（1704 - 1710年）から享保（1716 - 1735年）までの間に40回ほどに及んだ（実際はもっと多い。平均して1年に約2回）。このように、土地資本を基盤とする反面、土地所有者ではない支配者層という独自な立場に立たされた武士の生活の安定と、安定成長政策とは必ずしも上手く融合できずに、金融引き締め的な経済圧迫政策が打ち出されて不況が慢性化した。
なお、「朱子学は憶測にもとづく虚妄の説にすぎない」と朱子学批判を行った荻生徂徠が1726年（享保11年）ごろに吉宗に提出した政治改革論『政談』には、徂徠の政治思想が具体的に示されており、これは日本思想史の中で政治と宗教道徳の分離を推し進める画期的な著作でもあり、こののち経世論が本格化する。一方、1724年（享保9年）には大坂の豪商が朱子学を中心に儒学を学ぶ懐徳堂を設立して、のちに幕府官許の学問所として明治初年まで続いている。1730年（享保15年）、石田梅岩は日本独自の道徳哲学心学（石門心学）を唱えた。享保年間は、このように、学問・思想の上でも新しい展開の見られた時代でもあった。

#### 田沼意次の幕政（田沼時代）

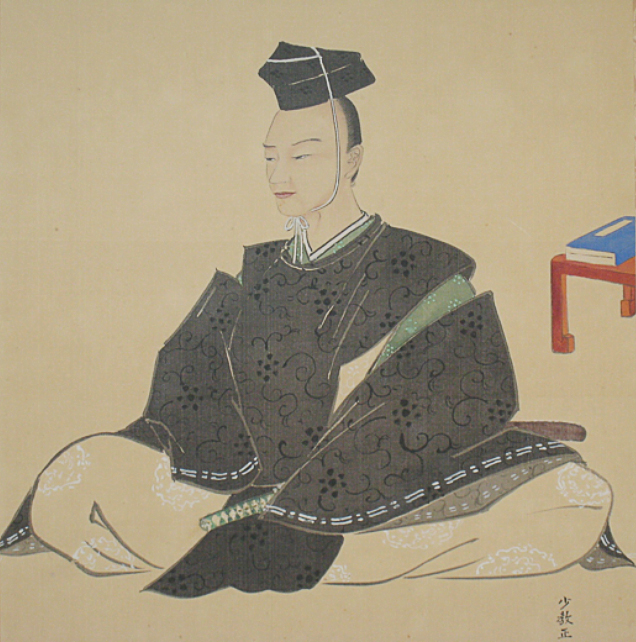
田沼意次

幕府財政は、享保の改革での年貢増徴策によって年貢収入は増加したが、宝暦年間（1751年 - 1763年）には頭打ちとなり、再び行き詰まりを見せた。農村では厳しい年貢収奪に苦しみ村で食っていけなくなった貧農は遊民化し江戸などの大都市に流れ込んで無宿者と化した。さらに拍車をかけたのが田沼時代を通して繰り返し引き起こされた天災飢餓の続出だった。
これらに対応すべく田沼意次らの田沼時代の幕臣達は倹約令や経費削減、大奥の縮小、拝借金の制限などの緊縮政策で財政赤字に対処しつつ、発展してきた商品生産・流通に新たな財源を見出し米以外からの税収の確立を試みた。商品生産・流通を掌握し、物価を引き下げるため手工業者の仲間組織を株仲間として公認・奨励して、そこに運上・冥加などを課税した。専売制実施の足がかりとして、座と呼ばれる組織を複数設置し、各分野ごとの販売独占権を真鍮座などの座に与えた。
田沼意次の政策は幕府財政を第一に置いたものであったが、それは権力と商人資本の密着度を強め町人と幕府役人との癒着につながった。一方で一般民衆の生活基盤は弱まった。田沼時代の収入増加策の立案、運用は実のところ場当たり的なものも多く、利益よりも弊害の方が目立つようになって撤回に追い込まれるケースも多々あったのである。そして幕府に運上金、冥加金の上納を餌に自らの利益をもくろんで献策を行う町人が増え、結果的に幕府も庶民も得にならなかった政策を採用することもあった。そのような町人の献策を幕府内での出世を目当てに採用していく幕府役人が現れた。町人と幕府役人との癒着も目立つようになった。このような風潮は「山師、運上」という言葉で語られ、利益追求型で場当たり的な面が多く、腐敗も目立ってきた田沼意次の政策に対する批判が強まっていた。
大規模な開発策や大胆な金融政策など、開明的で革新的な経済政策と呼ばれる意次の政策は、いわば大山師的な政策だった。この時代、利益追求の場を求め民間から様々な献策が盛んに行われ、民間の利益追求と幕府の御益追求政治とが結びつき、かなり大胆な発想と構想の政策が立案・執行された。同時に田沼時代の代名詞である賄賂の横行や幕府と諸藩との利益の衝突、負担を押し付けられた民衆との間に深刻な矛盾も生じさせた。
最終的に天明の大飢饉による百姓一揆や打ちこわしと田沼を重用した10代家治の死を契機とした御三家、門閥譜代大名層らによる反田沼活動により田沼は失脚し田沼時代は終了する。

### 後期（1780年ごろ - 1850年ごろ）

#### 松平定信の幕政（寛政の改革）

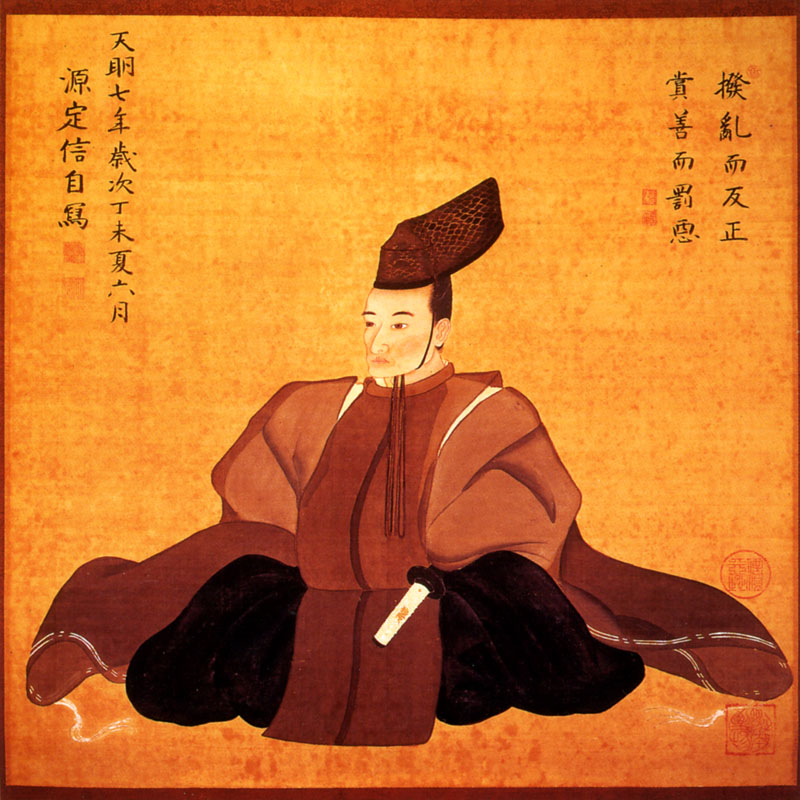
松平定信

続いて田沼政治を批判した松平定信が1787年（天明7年）に登場し、寛政の改革を推進した。天明の大飢饉により農業人口が140万人も減少し、幕府財政は百万両の赤字が予想されていた。
当時、現在のような税を取る対価として行政サービスを施すという考えはなかった。しかし、農村への救済策が不十分な田沼の政策により荒廃の一途を辿っていた農村と、天明の大飢饉の致命的な打撃を受け、このころから不完全ながらも世を経綸し、人民を救うという「経世済民」の思想にもとづいた行政がうまれようとしていた(p44)。
天明の大飢饉直後の時期である「寛政の改革」は年貢増徴をおこなえる状況ではなく、「小農経営を中核とする村の維持と再建」に力を注くこととなり、農民の負担を軽減する目的でさまざまな減税・復興政策をおこなった。寛政の改革ではこれまでの収奪一辺倒だった政策を改め、民を救うための政治へと断行した。定信は飢餓対策に取り組み、都市・農村問わず凶作や自然災害に備え米や金銭を貯える備荒貯蓄政策を推進した。そのような増税が厳しい状況であった為、定信は即効性のある厳しい緊縮政策を実行し財政再建に努めることとなる。最終的に6年たった定信失脚のころには備蓄金も20万両程に貯蓄することができており、幕府の赤字財政は黒字となっていた。しかし、倹約令や風俗統制令を頻発したために江戸が不景気になり、市民から強い反発を受けたため、各種の法令を乱発することになった(p102)。
通説では松平定信は田沼意次の経済政策をことごとく覆したとされるが、近年ではむしろ寛政の改革には田沼政権との連続面があったと指摘される。幕府が改革において講じた経済政策は田沼時代のものをほぼ全て継承しており、株仲間や冥加金、南鐐二朱判、公金貸付など、実は田沼政権のそれを継承したものが多かった(p90)。
1793年（寛政5年）7月、定信は突然老中を解任されることとなり寛政の改革はわずか六年で幕を閉じた。その背景として尊号一件などにより、家斉等と定信との対立、その他、大奥の予算の大幅削減や不良女中を厳しく罰するなどと定信と大奥との対立の深刻化などが挙げられる。

#### 文化・文政期（大御所時代）

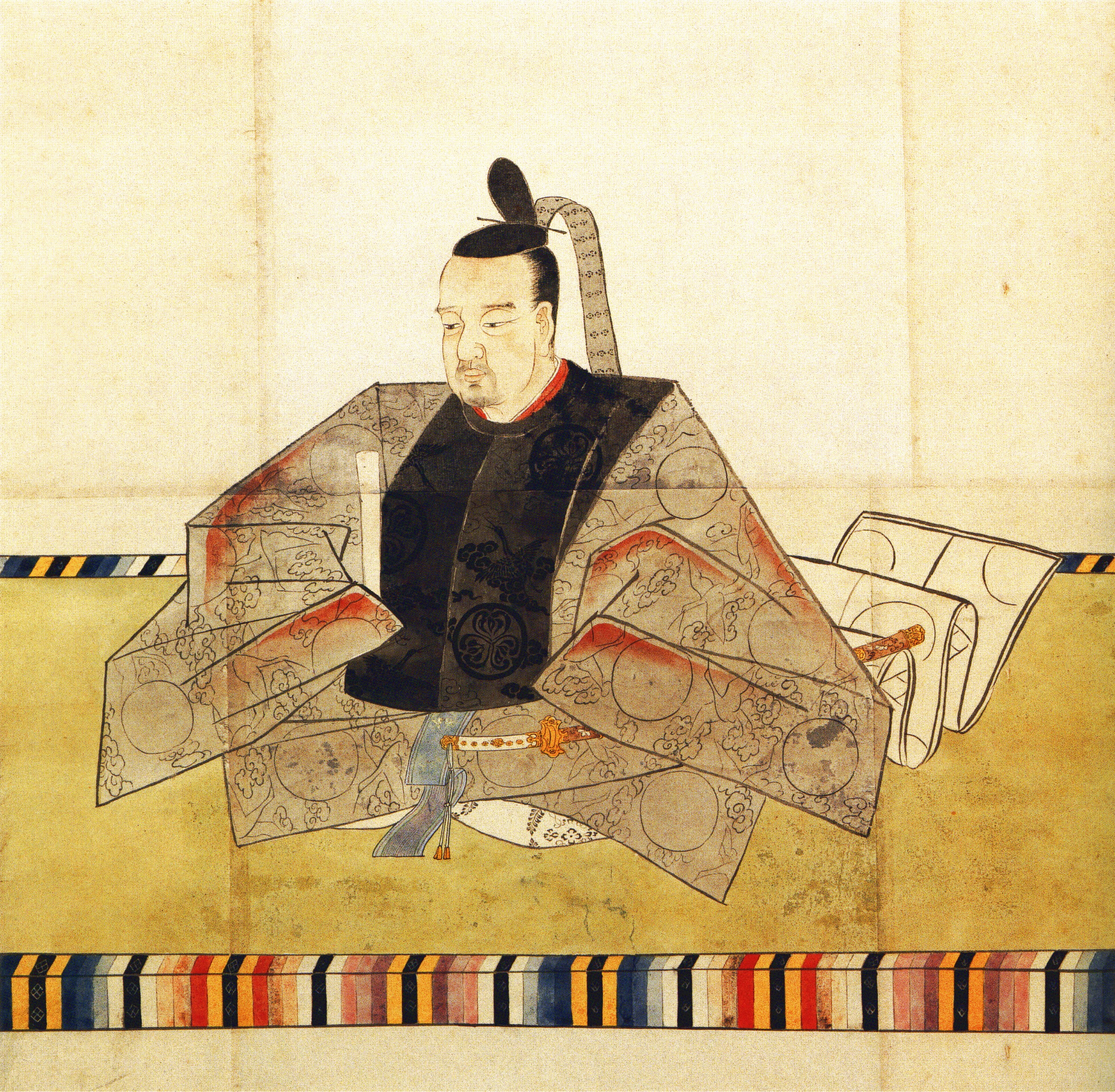
徳川家斉

松平定信の辞任後、文化・文政時代から天保年間にかけての約50年間、政治の実権は11代将軍徳川家斉が握った。家斉は将軍職を子の家慶に譲ったあとも実権を握り続けたため、この政治は「大御所政治」と呼ばれている。家斉の治世は、当初は質素倹約の政策が引き継がれたが、貨幣悪鋳による出目の収益で幕府財政がいったん潤うと、大奥での華美な生活に流れ、幕政は放漫経営に陥った。上述の異国船打払令も家斉時代に発布されたものである。一方で、商人の経済活動が活発化し、都市を中心に庶民文化（化政文化）が栄えた。しかし、農村では貧富の差が拡大して各地で百姓一揆や村方騒動が頻発し、治安も悪化した。1805年（文化2年）には関東取締出役が置かれた。水野忠邦はこれまでの世の中になかった変化の兆しを感じていた。各地の農民や町人による一揆、打ちこわし、強訴は例年起こっていた。1823年（文政6年）には摂津・河内・和泉1,307か村による国訴は、綿の自由売りさばき、菜種の自由売りさばきを要求して、空前の規模の訴えとなり、これまでの経済の有り様を変えるものであった。
発展し続ける経済活動と土地資本体制の行政官である武士を過剰に抱える各政府（各藩）との構造的な軋轢を内包しつつも、「泰平の世」を謳歌していた江戸時代も19世紀を迎えると、急速に制度疲労による硬直化が目立ち始める。また、このころより昭和の前半までは国内が小氷期に入り、1822年（文政5年）には隅田川が凍結した。
それに加えて、18世紀後半の産業革命によって欧米諸国は急速に近代化しており、それぞれの政治経済的事情から大航海時代の単なる「冒険」ではなく、自らの産業のために資源と市場を求めて世界各地に植民地獲得のための進出を始めた。極東地域、日本近海にも欧米の船が出没する回数が多くなった。たとえば、1771年（明和8年）、ペニュフスキーが阿波・奄美大島に漂流、1778年（安永7年）、ロシア船が蝦夷地厚岸に来航して松前藩に通商を求める、1792年（寛政4年）、ロシア使節ラクスマンが伊勢の漂流民大黒屋光太夫等を護送して根室に来航し、通商を求めるなどが挙げられる。幕府は日本との外交ルートを模索する外国使節や外国船の接触に対し、1825年（文政8年）には異国船打払令を実行するなど、鎖国政策の継続を行った。1819年（文政2年）、幕府は、浦賀奉行を2名に増員した。

#### 動乱の天保期

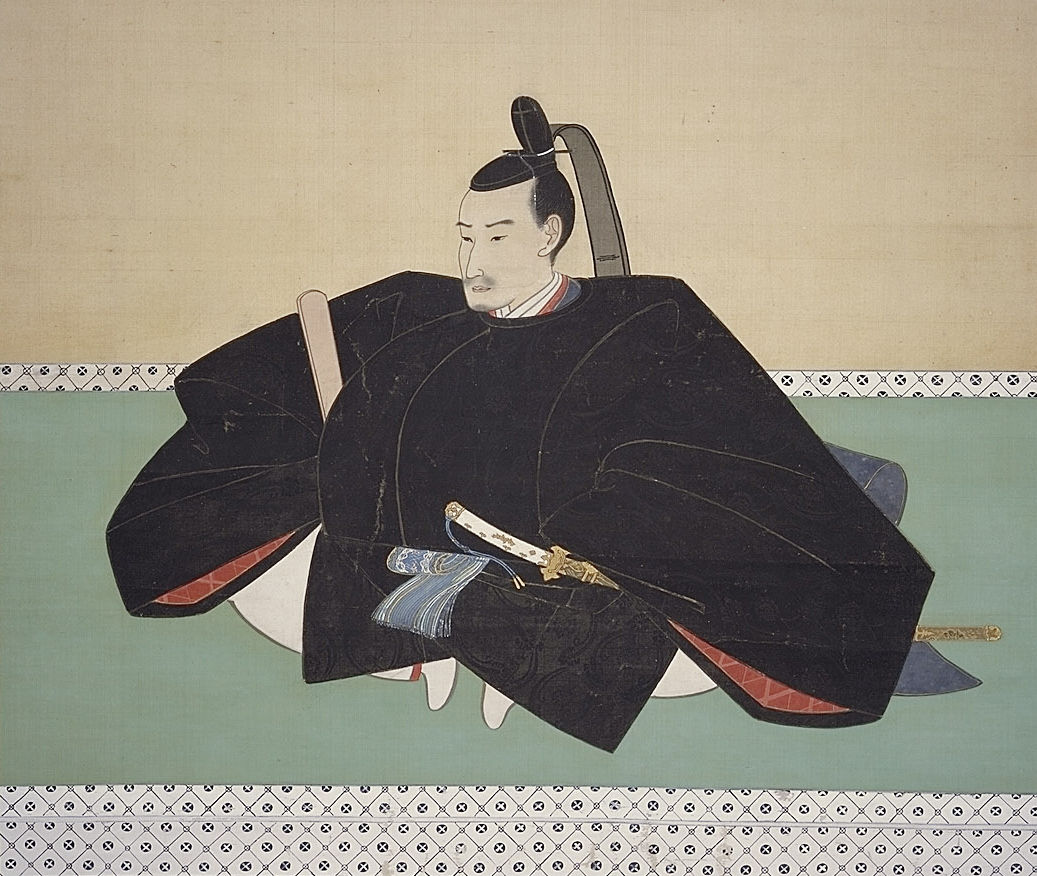
水野忠邦

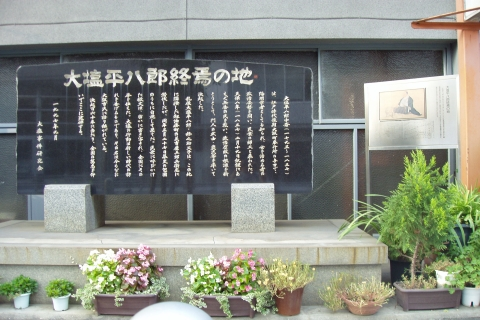
大塩平八郎終焉の地

1832年（天保3年）から始まった天保の大飢饉は全国に広がり、都市でも農村でも困窮した人々があふれ、餓死者も多く現れた。1837年（天保8年）、幕府の無策に憤って大坂町奉行所の元与力大塩平八郎が大坂で武装蜂起した。大塩に従った農民も多く、地方にも飛び火して幕府や諸藩に大きな衝撃を与えた。このような危機に対応すべく、家斉死後の1841年（天保12年）、老中水野忠邦が幕府権力の強化のために天保の改革と呼ばれる財政再建のための諸政策を実施したが、いずれも効果は薄く、特に上知令は幕府財政の安定と国防の充実との両方を狙う意欲的な政策であったが、社会各層からの猛反対を浴びて頓挫し、忠邦もわずか3年で失脚した。幕府は、天保の改革の一環として、幕領に対して御料所改革を打ち出している。この改革案は、代官に幕領の全耕地を再調査させ、年貢の増収を図ろうとするものであった。この改革案に対して、現地の実情を知る代官らにとっては迷惑なことであると受け取られた。
忠邦はまた、アヘン戦争（1840年）における清の敗北により、1842年（天保13年）7月、従来の外国船に対する異国船打払令を改めて薪水給与令を発令して柔軟路線に転換する。同年6月には、英軍艦の来日計画がオランダより報告されている。
同月には江川英龍や高島秋帆に西洋流砲術を導入させ、近代軍備を整えさせた。アヘン戦争の衝撃は、日本各地を駆けめぐり、魏源の『海国図志』は多数印刷されて幕末の政局に強い影響を与えた。

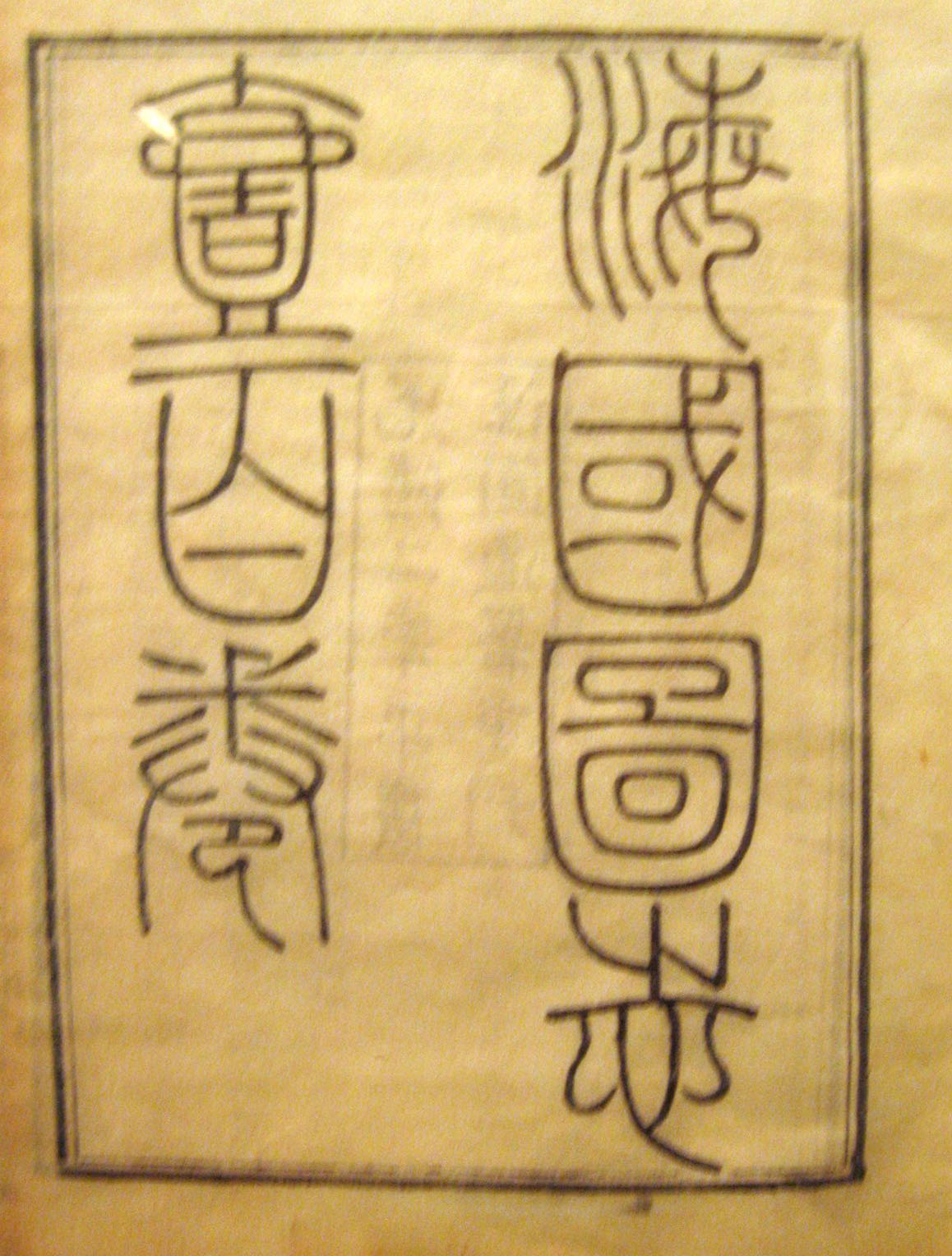
『海国図志』

中国は、アヘン戦争の敗北により、1843年（天保14年）には、広州・厦門・上海・寧波・福州の5港を開港し、翌1844年（天保15年）7月には清米修好通商協定（望厦条約）締結、10月には清仏通商協定（黄埔条約）を締結している。一方、米国は通商を拡大するため、日本・朝鮮との国交を樹立することを目的に使節を派遣することを決めた。1846年（弘化3年）閏5月27日、東インド艦隊司令長官ビッドルは2隻の軍艦を率いて江戸湾に入った。浦賀奉行の下役との交渉で、日本政府（幕府）は貿易のため開港する用意がないことを確かめて6月7日に退去した。
こうしたなか、薩摩藩や長州藩など「雄藩」と呼ばれる有力藩では財政改革に成功し、幕末期の政局で強い発言力を持つことになった。
経済面では、地主や問屋商人の中には工場を設けて分業や協業によって工場制手工業生産を行うマニュファクチュアが天保期には現れている。マニュファクチュア生産は、大坂周辺や尾張の綿織物業、桐生・足利・結城など北関東地方の絹織物業などで行われた。

### 幕末期（1853年 - 1868年）

#### 開国・日米和親条約

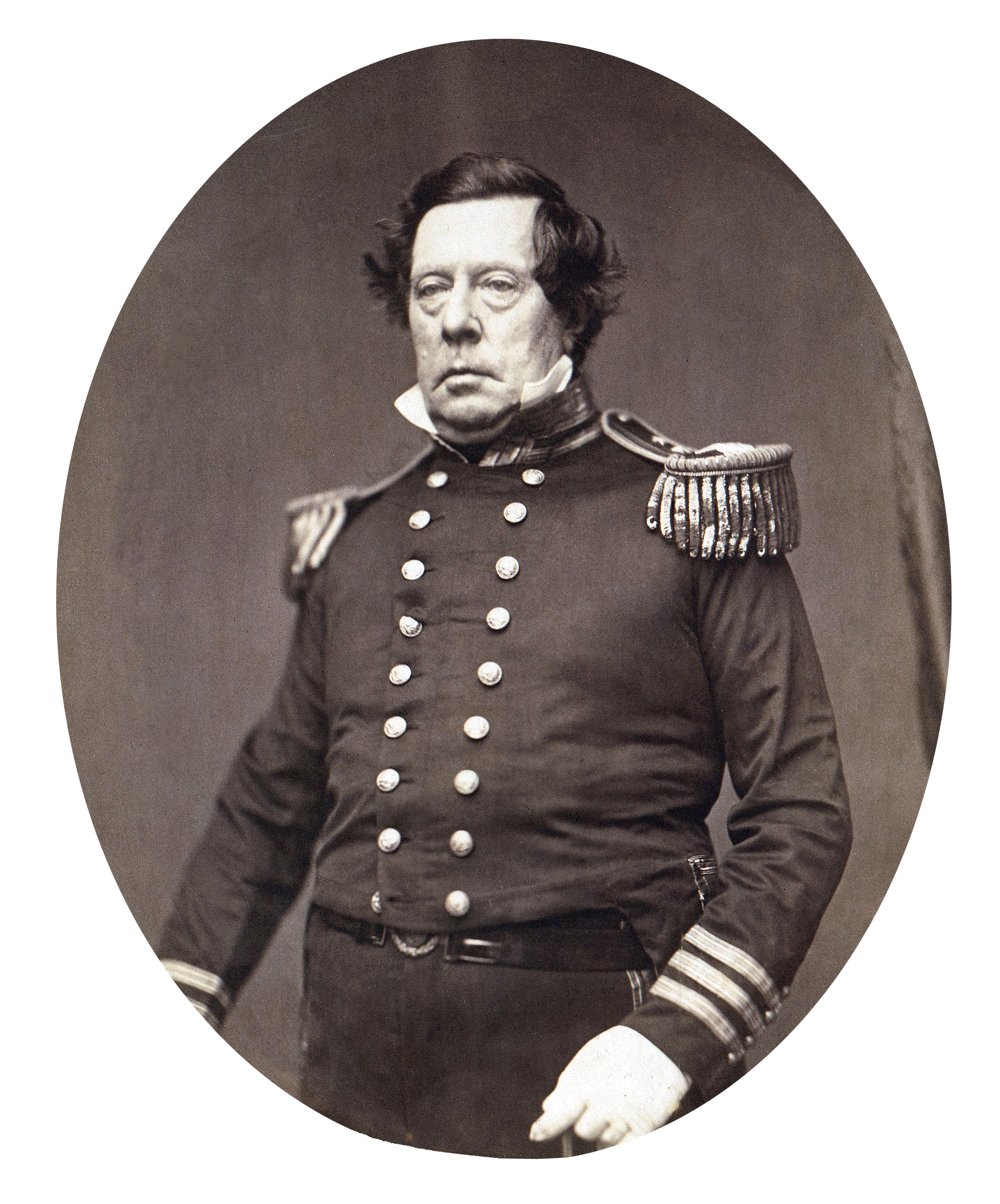
ペリー

1853年（嘉永6年）、長崎の出島への折衝のみを前提としてきた幕府のこれまでの方針に反して、江戸湾の目と鼻の先である浦賀に黒船で強行上陸したアメリカ合衆国のマシュー・ペリーと交渉した幕府は、翌年の来航時には江戸湾への強行突入の構えを見せたペリー艦隊の威力に屈し、日米和親条約を締結、その後、米国の例に倣って高圧的に接触してきた西欧諸国ともうやむやのうちに同様の条約を締結、事実上「開国」しなければならないこととなった。同年6月22日、12代将軍・家慶が「今後の政治は徳川斉昭と阿部正弘に委ねる」と言い残して61歳で亡くなった。同年7月1日、幕府、国書を諸大名に示し意見を問い、3日にはお目見え以上の幕吏にも意見を問うた。260年間「知らしむべからず、由らしむべし」を大法則としてきた幕府にとっては大方向転換であった。
開国後は日本のどの沿岸・海岸に外国船が来航するかも知れない事態となり、1853年（嘉永6年）8月から江戸湾のお台場建設を始めた。そして、同年9月15日、幕府は、大型船建造を許可することになった。さらにオランダに軍艦・鉄砲・兵書などを注文した。

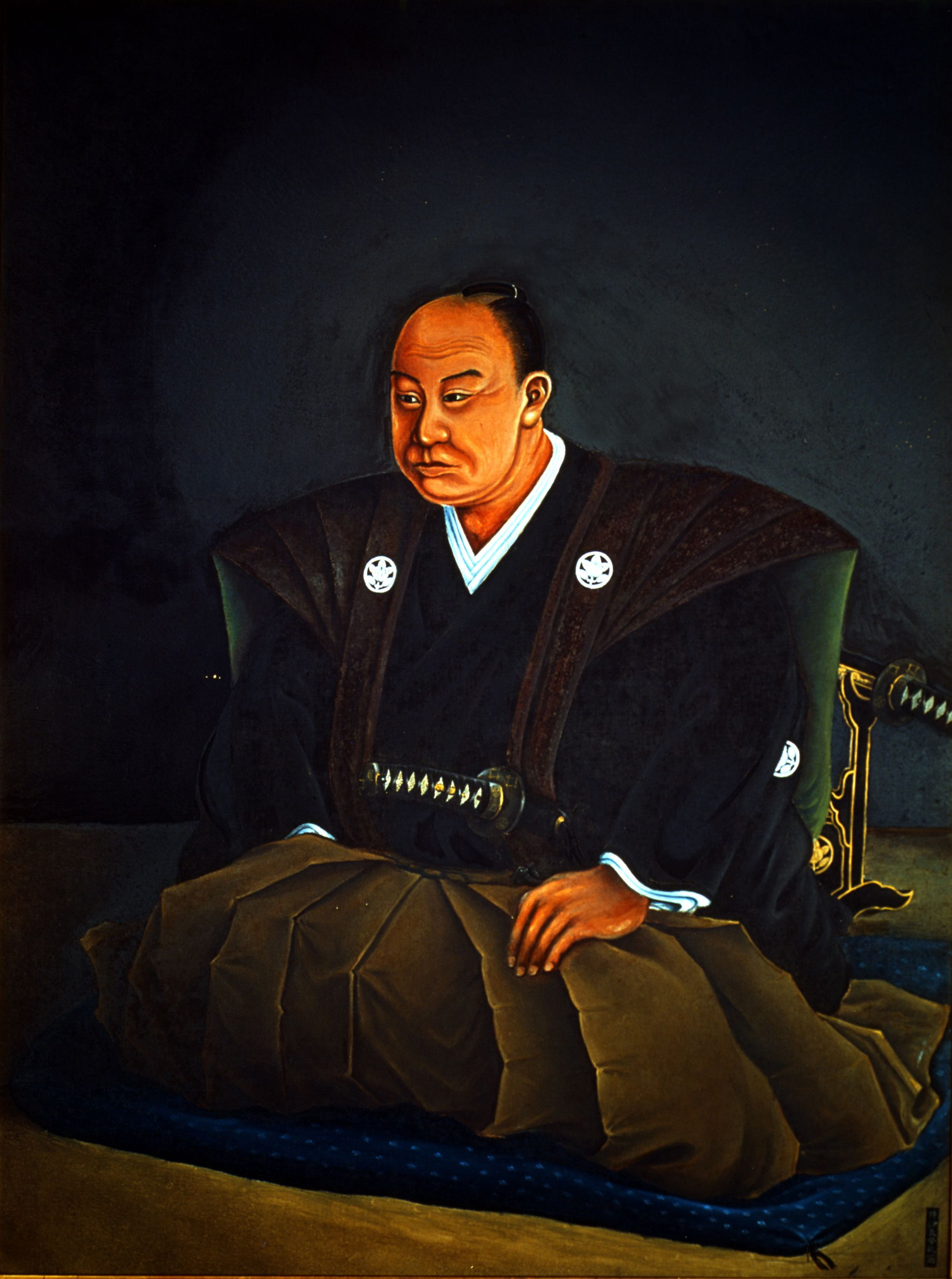
井伊直弼

その後、さらに1858年（安政5年）4月、井伊直弼が大老に就任する。米・蘭・露・英・仏の5か国と修好通商条約と貿易章程、いわゆる安政五カ国条約（不平等条約）を締結し、日本の経済は大打撃を受けた。8月、外国奉行を設置する。同月孝明天皇が条約締結に不満の勅諚（戊午の密勅）を水戸藩などに下す。また、幕府にも下す。この年の7月に13代・家定が没し、10月25日に14代・家茂が征夷大将軍・内大臣に任ぜられる。翌年6月から横浜・長崎・箱館の3港で露・仏・英・蘭・米5か国との自由貿易が始まった。取引は、日本内地での活動が条約で禁止されていたため、外国人が居住・営業を認められていた居留地で行われた。輸出の中心は生糸・茶であった。輸出の増大は国内の物資の不足を招き、価格を高騰させた。他方、機械性の大工業で生産された安価な欧米の綿織物や毛織物などが流入してきた。横浜港で輸出が94.5パーセント、輸出が86.8パーセント行われ、相手国では英が88.2パーセント、仏が9.6パーセント、ついで米、蘭への輸出であり、輸入では英が88.7パーセントを占め次いで蘭、仏、米、プロシア、露へであり、輸出入とも英との取引が主であった。また、国内の銀価格に対する金価格が欧米より低かったため、おびただしい量の金貨が海外へ流失した。こうして開港による経済的変動は下層の農民や都市民の没落に拍車をかけていった。
下級武士や知識人階級を中心に、「鎖国は日本開闢以来の祖法」であるという説に反したとされ、その外交政策に猛烈に反発する世論が沸き起こり、「攘夷」運動として朝野を圧した。世論が沸き起こること自体、幕藩体制が堅牢なころには起こり得ないことであったが、この「世論」の精神的支柱として、京都の天皇=帝（みかど）の存在がクローズアップされる。このため永い間、幕府の方針もあり、政治的には静かな都として過ごしてきた京都がにわかに騒然となっていき、有名な「幕末の騒乱」が巻き起こる。

#### 文久の国内政治

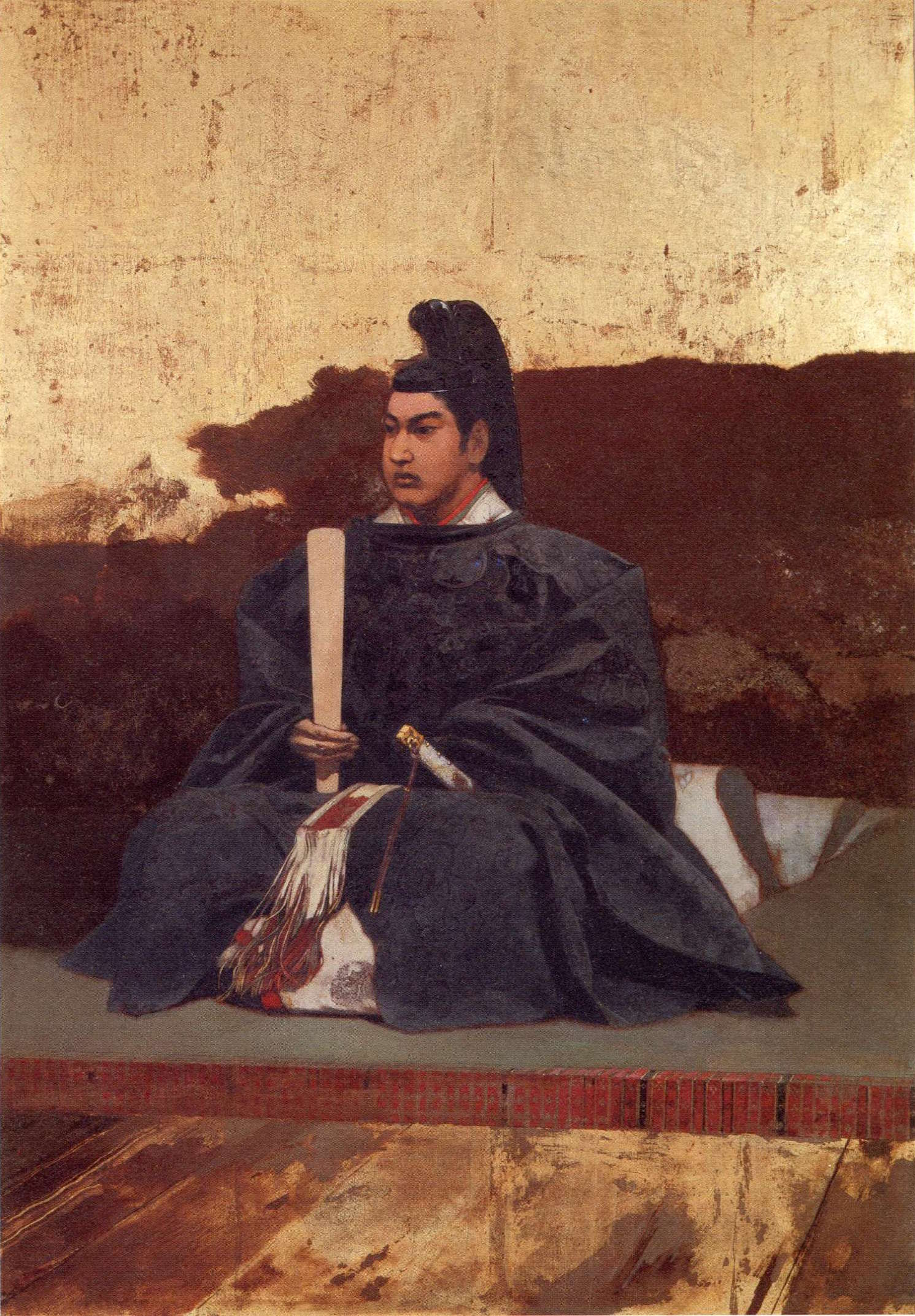
徳川家茂

一時は大老・井伊直弼の強行弾圧路線（安政の大獄）もあり、不満「世論」も沈静化するかに思われたが、1860年（安政7年）3月3日の桜田門外の変後、将軍後継問題で幕府が揺れる間に事態は急速に変化する。
これより先に1860年（安政7年）1月には勝海舟らが咸臨丸で米国に向かっている。1862年（文久2年）1月15日、老中・安藤信正が水戸浪士ら6人に襲われ負傷する坂下門外の変が起こっている。同年2月11日、将軍・家茂と和宮との婚儀が江戸城で盛大に挙行される。同年7月6日、幕府は徳川慶喜を将軍後見職とし、同月9日に松平慶永を政事総裁職、閏8月1日に松平容保を京都守護職に就ける。先の7月には諸藩の艦船購入を許している。一方、開国で開市・開港が続くなかで、浪士などにより1861年（文久元年）と翌年に、第1次・2次の東禅寺事件が起こっている。薩摩藩では、島津斉彬が没したあと、後を継いだ藩主島津忠義の父である島津久光が長州藩を牽制すべく公武合体運動を展開し、同年4月藩内の攘夷派を粛清（寺田屋騒動）し、幕府に改革を要求した（文久の改革）。1862年（文久2年）、島津久光は江戸から薩摩への帰路、生麦事件を引き起こし、翌年薩英戦争で攘夷の無謀さを悟ることになる。
1862年（文久2年）閏8月、幕府は参勤交代制度を緩和し、3年目ごとに1回、100日限りの在府とし、大名の負担を軽減し国力増強のためとした。同年9月7日、明年2月をもって将軍上洛する旨が公布された。公武合体の強化策である。同年12月、幕府は兵制度を制定した。
尊皇攘夷派と公武合体派が藩政の主導権を争っていた長州藩では、尊王攘夷派が主導権を握るようになり、京都公家と結託し幕府に攘夷の実行を迫った。その結果、幕府は1863年（文久3年）5月10日を攘夷実行の日とすることを約束した。長州藩では下関海峡を通る外国船を砲撃した。ところが長州藩では、外国船砲撃の翌日、井上聞多・野村弥吉・遠藤謹助・伊藤俊輔・山尾庸三らを英艦キロセッキ号で、12日に横浜からイギリスに向けて出港させている。この計画の指導者は周布政之助で、攘夷のあとには各国との交流・交易の日が必然的にやってくることを見越し、西洋事情に通じておかねば日本の一大不利益と考えて、彼らを渡航させたのである。
これらの攘夷実行に対して、京都では会津・薩摩藩らの勢力によって1863年（文久3年）8月18日、尊王攘夷派の公卿を京都から排除した。八月十八日の政変である。翌日、三条実美らの七卿落ち。長州藩主・毛利慶親の世子・定弘が都落ちした三条実美たちを擁して上洛してくると言う風評が京都では広まっていた。その目的は中川宮・五摂家筆頭の近衛家・会津藩・薩摩藩などの排除であった。1864年（元治元年）6月5日、新撰組が池田屋を襲撃した。6月24日、久坂玄瑞が藩兵を率いて天王山に陣取り、27日には来島又兵衛率いる藩兵が天龍寺に入った。7月19日、長州藩は京都諸門で幕軍（薩摩藩・会津藩・桑名藩）と交戦する（禁門の変）。同年11月、長州藩は禁門の変責任者3家老に自刃を命令する。

#### 第一次・第二次長州征伐、兵庫開港問題
禁門の変を理由に幕府は、第一次長州征伐（7月24日）を決行。同時期に英米仏蘭4か国艦隊の反撃に遭い、上陸され砲台を占拠された（四国艦隊下関砲撃事件）（8月5日）。同14日、長州藩は4国艦隊と講和5条件を結ぶ。その後、高杉晋作、木戸孝允らが藩政を掌握した。
禁門の変での長州朝敵化に幕府の権威回復と錯覚し、1864年（元治元年）9月1日、参勤交代の制を1862年の改正（閏8月22日3年に1回出府などに緩和）以前に戻す。9月11日、大坂の宿舎で、西郷と勝が会合した。西郷は、勝から「共和政治」（雄藩諸侯の合議制による連合政権）について聞き、感心する。
1865年（元治2年）5月16日、将軍江戸を出立し、閏5月22日に入京・参内、同25日大坂城に入城した。同年9月15日、将軍は大阪を発ち同月16日入京し、長州追討の勅許を奏請した。
このような情勢下、1866年（慶応2年）1月21日、薩摩、長州ら政争を繰り返していた西国雄藩は坂本龍馬、中岡慎太郎の周旋により、西郷と桂との間で口頭の抗幕同盟が密約（薩長同盟）された。1866年（慶応2年）6月7日、幕府は第二次長州征伐を決行するが、高杉晋作の組織した奇兵隊などの士庶民混成軍の活躍に阻まれ、また、総指揮者である将軍・徳川家茂が7月20日に大坂城で病没するなどもあり、8月21日、将軍死去のため征長停止の沙汰書が出され、9月2日に幕長休戦を協定する。12月25日、天皇が疱瘡のため36歳で没する。諡（おくりな）を孝明天皇と定められた。

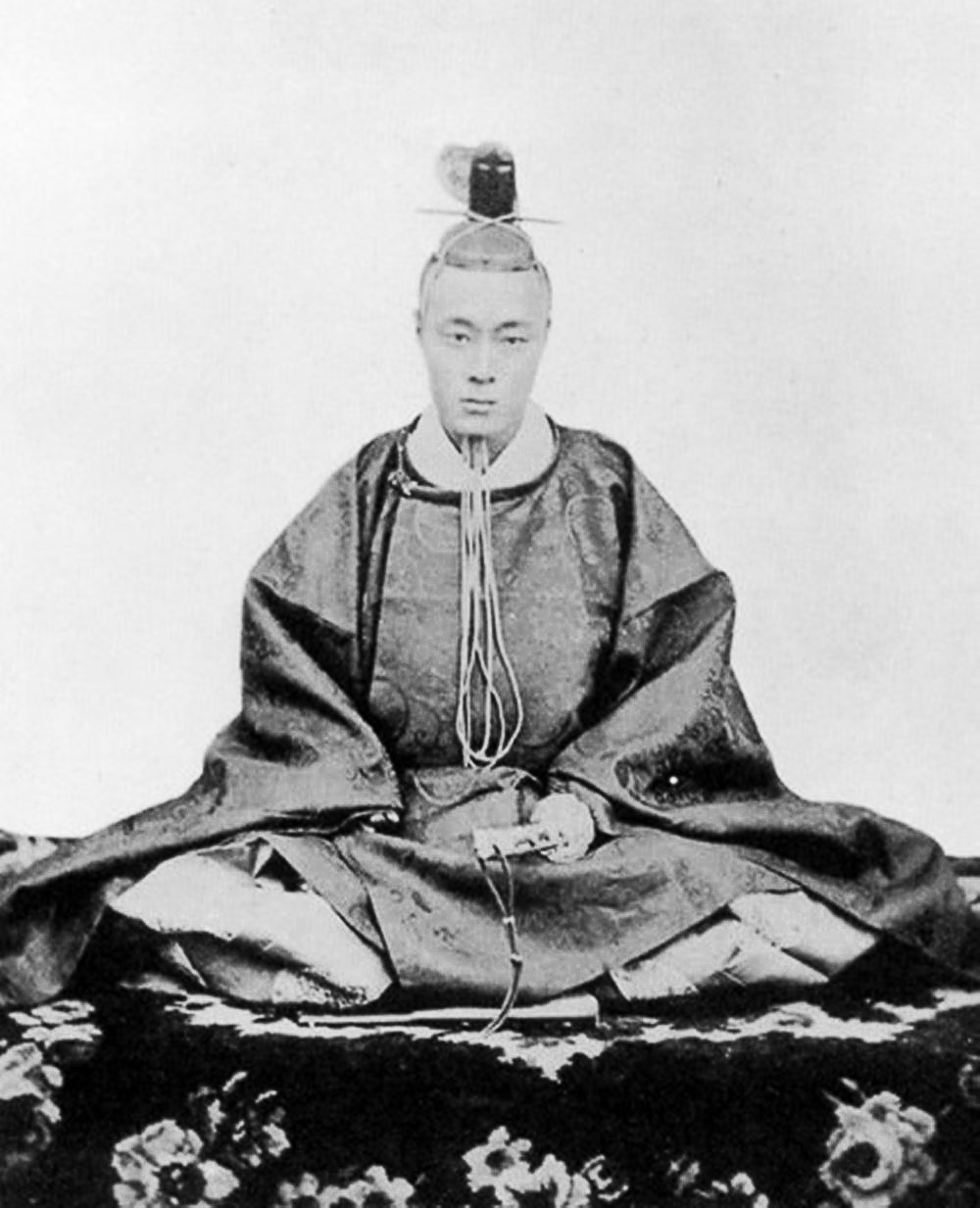
徳川慶喜

折から幕法に反して京都に藩邸を置く諸大名を制御できず、京都の治安維持さえ独力でおぼつかない江戸幕府と、幕藩体制の根幹である「武士」の武力に対する信頼とその権威は、この敗北によって急速になくなっていった。薩長は、土佐藩、肥前藩をも巻き込み、開国以来の違勅条約に対する反対論と外国人排撃を主張、実行に移そうとする「攘夷」を、国学の進展などにより江戸時代後期から広がっていた国家元首問題としての尊王論とを結びつけ、「尊王攘夷」を旗頭に「倒幕」の世論を形成していった。
14代将軍・家茂が没してから約4か月後の1866年（慶応2年）12月5日、将軍宣下式が挙行され、慶喜が15代将軍となった。この期間を「将軍空位期」と呼ぶ。慶喜は、早速幕府人事の改革に取り組み、若年寄りや老中などの幕閣を責任分担する制度に改めた。また、仏国駐日公使ロッシュの助言を参照し幕軍体制の近代化、外交権の掌握などを行った。
一方、国内状況では、この年（1866年（慶応2年））、全国的に農民一揆・打ちこわしなど未曾有に多発・激化した。

#### 大政奉還 、王政復古
1867年（慶応3年）1月9日、明治天皇が践祚した。天皇の外祖父で親長州派の中山忠能は、禁門の変後に出仕・他人面会を禁じられた。この関係だけで否処罰公家たちの復権が行われたわけではない。1867年（慶応3年）1月15日に有栖川幟仁親王と元関白九条尚忠、同月25日に有栖川熾仁親王と中山忠能が宥免された。5月21日、薩摩の西郷と長州の桂との間で、「倒幕」の密約が交わされた。6月、坂本龍馬が、今後の政体構想の基本となる案を考え出した。これは、のちに船中八策と言われるものである。

「大政奉還図」 邨田丹陵 筆

同年8月、東海地方に伊勢神宮のお札が降ったことから喜んだ民衆は仮装してええじゃないかと謳いながら乱舞した。これは、夏から秋にかけて、近畿・四国から関東に及ぶ広範囲な地域に波及した。このさなかの1867年11月9日（慶応3年10月14日）に、15代将軍・徳川慶喜は起死回生の策として大政奉還を上奏し、15日、勅許の沙汰書を得る。そして24日、将軍職を辞した。武力によって完全に江戸幕府を倒そうとしていた倒幕勢力は攻撃の名目を一時的に失ったため、先手を取られた形となったが、薩長をはじめとする倒幕派は大政奉還の同日に倒幕の密勅を獲得するなど、あくまで幕府を滅亡させる姿勢を崩さなかった。1868年1月3日（慶応3年12月9日）には岩倉具視・西郷隆盛・大久保利通と結んで王政復古の大号令が発せられ、摂関・将軍を廃し三職が設置される太政官制度が発足した。この日の小御所会議で慶喜に対して内大臣の辞職と領土の一部献上が命令され、新政府と旧幕府の対立は明らかとなり、この号令のもとに、徳川幕府討伐が進んでいった。
慶応4年1月3、4日の鳥羽・伏見の戦いを機に戊辰戦争が勃発。そして、1868年5月3日（慶応4年／明治元年4月11日）、勝海舟と西郷隆盛の交渉の結果、江戸城が新政府軍に明け渡され、慶喜は水戸に蟄居したことにより、江戸幕府は名実ともに消滅した。慶応4年1月15日、3職7科の制を定める。3月14日、五か条の誓文、「宸翰」、同15日、五榜の提示など新政府の施策が次々に実施されていった。1868年（明治元年）9月8日、一世一元の制を定められたうえで、明治と改元された。以降は明治時代と呼ばれる。
江戸幕府が崩壊したあとも、一部の幕府残存兵や親幕府大名が関東地方および東北地方（5月3日奥羽越列藩同盟成立）などで抵抗したが、1869年5月17日の五稜郭の陥落により（箱館戦争）、戊辰戦争は終結。これによって7世紀以上にわたって続いた武士の時代が名実ともに終了した。武士は華族や士族といった称号を獲得したものの、特権や禄を失い、反乱もすべて失敗したことにより、一般の国民に吸収されていった。

## 政治制度

### 幕藩体制
江戸時代の統治体制は幕藩体制（幕藩制）と呼ばれ、将軍家（幕府）のもとに、大名家（藩）、旗本・御家人が服属する体制である。直轄地は幕領・天領と呼ばれ、重要地点には城代・所司代・町奉行・遠国奉行などが派遣、その他の幕領にも郡代・代官が置かれ、支配に当たった。
江戸時代は征夷大将軍徳川氏を中心として、武士階級が支配していた封建社会であった。おもな身分制度は、支配階層の武士と被支配階層である百姓・町人の以上3つの身分を基礎としていた。それまで武士と農民は分離していなかったが、豊臣秀吉の刀狩りと武士は城下・町人は町屋・農民は村落と住居が固定されるなどにより、武士階級と農民が明確に分離された（兵農分離）。しかし江戸時代の各階層にある程度の流動性も見られる。特に江戸には飢饉などにより地方から流入してきた農民も多く、幕府はしばしば帰農令を出している。また、全国の諸藩には、郷士と呼ばれる自活する武士も存在した。彼らは城下に住み藩主から俸禄をもらっていた武士である藩士とは明確に区別され、また一段下の身分として差別されることもあった。幕末に活躍した人々には、勤王方、幕府方を問わず、下級藩士・郷士・町人など軽輩階層出身者であった者が多い。
幕府と朝廷の関係については諸説ある。関白・太政大臣を務めた豊臣秀吉と同様、徳川家康も征夷大将軍に就任、外戚関係を結ぶことで朝廷の権威を利用した。戦国時代以来、領国の一円的領域支配を行った公権力を公儀と言い、特に天皇の権威と一体化して全国支配を達成した徳川幕府を指す。幕府は禁中並公家諸法度の制定、紫衣事件などを通じて朝廷支配を強めていった。新井白石は『読史余論』で江戸幕府成立を朱子学に基づき革命と捉え、幕府の正当性を主張した。本居宣長や松平定信は大政委任論を唱えたが、それは幕府権力を肯定する立場に立ったものだった（松平定信は尊号一件で朝廷と対立した）。宝暦事件の竹内式部や、明和事件の山県大弐、霊元天皇など、朝廷の権力を取り戻そうとする者もいた。『大日本史』編纂の過程で成立した水戸学や吉田松陰などの思想家は天皇による支配の正統性を説き、倒幕運動・明治維新の志士に学ばれた。
幕府は江戸、大坂、京都に町奉行・所司代を置き重視したが、そのほか伊豆・日田・長崎・新潟・飛騨や重要な鉱山に代官を配置し支配した。これらの支配力は単に一都市に限らず、京都所司代は山城・丹波・近江など、大坂町奉行は西日本諸国の天領の采配がそれぞれ許されるなど、管轄地の諸大名を監察する役目もあった（京都所司代は朝廷も監視していた）。ただし、彼らの用いる兵力はほとんどなく、18世紀初頭の長崎奉行は10数人、幕末の五条代官所でも30人しかいなかった。
幕府は政治力と経済力を分け隔てている。幕閣となりうる譜代大名には、そのほとんどが5万石から10万石程度の低い石高しか充てられなかったのに対し、幕政に関与することを決して許さなかった外様大名の多くには数十万石の大封と国持大名の格式が与えられた。しかもその幕閣ですら、大老の特例を除き、定員4 - 5名の老中が重要案件は合議で、日常案件は月番制で決裁を行うという権力の分散が比較的早い時期に図られている。これは室町幕府において三管領の一家であり、かつ複数の大国の守護を兼ねた細川氏が、やがては管領職を独占するほどの世襲権力となって足利将軍家をも圧倒するようになったことに対する反省である。

### 藩
江戸幕府より統治の許可を得た諸大名が、原則的には一代に限り土地統治を認められた封建体制である。領土の支配体制は各大名の規模によってかなり異なるが、ほぼ幕府の支配機構体制に準ずる形をとった。身分制についても同様である。ただ、大名は支配土地を自由自在に支配できたわけではなく、幕府からは大目付が発する監察使にその行政を監視規制されていた。このため武家諸法度違反で相当数の大名が改易・減封処分を受けたが、この処罰は親藩・譜代・外様の別なく行われた。
大名には幕府によりその格式に定められた参勤交代と御手伝いの義務が課せられた。これが大名貧困化の大きな原因となった。これを打開するために藩政改革が18 - 19世紀にかけて各藩で実施される（早いところでは土佐藩が17世紀半ばに行った）。初期は倹約と藩札発布が主であったが、18世紀中盤になると塩・陶器などの土地産物の専売制がかなりの藩で実施される。変わったところでは、紀州藩の「熊野三山寄付貸付」があり、大名自らが金融業者になり利子を取るということまでしている。また、仙台藩が大坂の升屋の番頭である山片蟠桃に藩財政を総覧させたように、財政を商人に任せるような藩も出てきた。
一部の国持大名の藩を除いて、藩の領地は中心城と城下町周辺と、その他は少し離れた飛び地を持っていた（相給）。この傾向は特に10万石前後の譜代大名に多く見られる。京都付近の淀藩は、山城など近畿のほか遠く上総まで所領を持っていた。
大名の支配方法としては、戦時の軍役が参勤交代と天下普請への参加義務という形で残されたほか、有力大名には将軍の子女を養子や嫁として送り込むことにより身内化するという、事実上のお家乗っ取りに近い手段までが講じられた。
なお、一部の例外を除いて、各藩は藩士への知行体制を18世紀初頭までに地方知行制（藩主が領地の一部を藩士に与え、そこから上がる年貢収入はその藩士のものとすることを許す）から俸禄制（藩主の領地から上がる年貢収入はいったんすべて藩の蔵に入れ、そこから藩士に蔵米を年俸として支給する）へと変遷させている。
江戸時代初期、各藩は隣接する藩との間で境界争いが盛んとなった。有名なところでは久保田藩と盛岡藩が干戈を交えるところまで発展した鹿角領争いであるが、これ以外にも仙台藩と相馬中村藩、萩藩と徳山藩などがある。これらは中期ごろまでにおおむね解決し、このとき決定した境界は現在にも引き継がれている。

### 地方支配
幕府・大名の拠点のある城を中心とした町（城下町）のほかは基本的に農村と考えられていた。このため港の利益や鉱山の鉱物なども収入を米に換算していた。大名たちは上納金を貢いでくれる城下町が栄えることは、自らの発展と同義と考え保護政策を行った。
しかし江戸時代中期に入り、港町や宿場町などの発展、換金性の高い綿が栽培され始めるなど農村部に資本主義が流入され、また大名への献金が過重になり過ぎて商家の一部が潰れるなど、城下町の衰退が目立つようになった。この農民の商売熱を冷まそうと幕府は田畑永代売買禁止令や帰農令などを発布するも効果がなかった。
農村では名主、庄屋が幕府・大名と農村の橋渡しとして存在し、原則的に武士は農村にいなかったとされる（地方知行制を温存した仙台藩など例外はある）。この名主、庄屋は昔から土地を所有している有力農民や土着した武士の末裔などがなる場合が多く、苗字帯刀あるいは諸役御免の特権を持つ者や郷士に列せられる者も多かった。また大きな村では複数名の名主、庄屋が寄合を開いて村を治めた。彼らは、年貢を滞りなく収めるようにするだけでなく、施政者の命令を下達する役目もあった。諸藩により違いはあるものの、百姓が困っている場合には彼らを代表して施政者に伝え、一揆の際には農村側に立って先導するような百姓側の代表としての意識の強いものと、支配機構の末端を担う下級官吏の面が強く一揆などの際に標的となる場合もあった。困窮した零細農民の土地を集積するなど地主的な側面の強くなる近世後期には後者の面を持つものが多くなった。
読み書きを中心とした寺子屋や私塾、農村部における郷学（郷校）が設置された。このようなことが最上徳内や間宮林蔵などの農村出身者の活躍に一役買っているといえる。また岡山藩の閑谷学校を嚆矢として、あちこちの藩・旗本が郷民でも入校できる学校を作った。
識字率については明治になってからの調査しかないため、よくわかっていない。近江商人の地である滋賀県では非常に高く、岡山県が中間、西南戦争を経た鹿児島県では極めて低かった。
幕府により大名の大幅な配置換えが実施された江戸時代は、同時に日本中で活発な文化交流が行われた時代でもあった。たとえば、三河の水野氏が備後福山に立藩したため三河の言語が備後地域に流入し、福山地方の方言に三河方言が混ざっている。また、信濃を統治していた仙石氏が但馬出石に転封した際、信濃の蕎麦を出石に持ち込んだため、出石そばが発祥した。このような物の交流は各地で起こっているが、これが現在の名産物になっている地域も多い。

## 社会
- 五人組
- 慶安御触書
- 田畑永代売買禁止令
- 士農工商
- 赤穂事件
- 百姓一揆
- 打ちこわし
- 大塩平八郎の乱
- 剣術道場

江戸時代には遠方の寺社への巡礼、参拝が盛んになった。これは多分に娯楽的な意味を持ち、民衆が旅行するようになった起源とも言われる。中には旅行代理業者や案内業も現れ、寺社の側に歓楽街ができたところもある。また、現在の旅行ガイドブックのような案内書も刊行されている。この遠方への巡礼の背景には、五街道や宿場町の整備、治安の良化などのインフラが整ったことがある。これらの代表的なものには、西国三十三所や四国八十八箇所巡礼などがある。また、江戸時代末期には、天理教や金光教などの神道系の新宗教が現れている。
身分制度は大きく分けると、武士などの支配階級と、被支配階級である町人・百姓・水呑・借家人などがあったが、有力な町人や百姓が武士の株を買い取ることもあるなど、身分間にはある程度の流動性もあった。これらのほか、公家、検校、役者、神官、長吏、穢多、非人などさまざまな階級があったが、別々の地域で同じ名前で呼ばれる階級が事実上別の実態を持っていたり、ある地域では別の階級とみなされている階級がほかの地域では同一視されているなど、地域・時期により錯綜した状況を呈する。被差別階級とされる長吏、穢多、非人などは皮革の製造加工、死刑執行人・牛馬の死体の掃除など人の嫌がる仕事を割り当てられ、ほかの階級から差別されたが、それらの職種を独占したために経済的にはある程度安定していた。のちに明治維新で行われた四民平等政策により、制度的差別は廃止され彼らは平民となるが、それにより死牛馬取得権などの特権を失いかえって困窮する者が多く出た。民間では社会的な差別は依然として残り、近現代の部落解放運動につながった（部落問題）。

### 災害
江戸時代もまた数々の大災害に見舞われた時代であった。幕府による災害復旧の御普請はほぼ天領に限られ、各大名領に対する救恤は多くが貸付金という形であった。
中でも18世紀初頭の元禄から宝永期は巨大災害が立て続けに起こり、富士山の宝永噴火後の1708年には高100石に付金2両を徴収する「諸国高役金令」を出し、幕府始まって以来の全国的課税となった。領地からの収入増を目的として元禄ごろまで盛んに行われてきた新田開発は、宝永津波をきっかけに転換を迫られることとなり、以後の開発面積は激減することになる。慶長期から増加し続けてきた人口はその後停滞期に入り、享保の大飢饉および天明の大飢饉ごろは減少局面も見られ、幕末までほとんど人口は増加しなかった。
大飢饉 死者1万人以上
- 寛永の大飢饉、享保の大飢饉、天明の大飢饉、天保の大飢饉

大火 死者1万人以上
- 明暦の大火、水戸様火事、明和の大火、

大地震 Mw8.5以上、かつ死者1万人程度以上
- 慶長の大地震、元禄の大地震、宝永の大地震、八重山の大津波、安政の大地震

大噴火、および火山災害 火山爆発指数VEI4以上レベル、あるいは死者1万人以上
- 宝永大噴火、天明大噴火、安永大噴火、島原大変肥後迷惑

## 経済

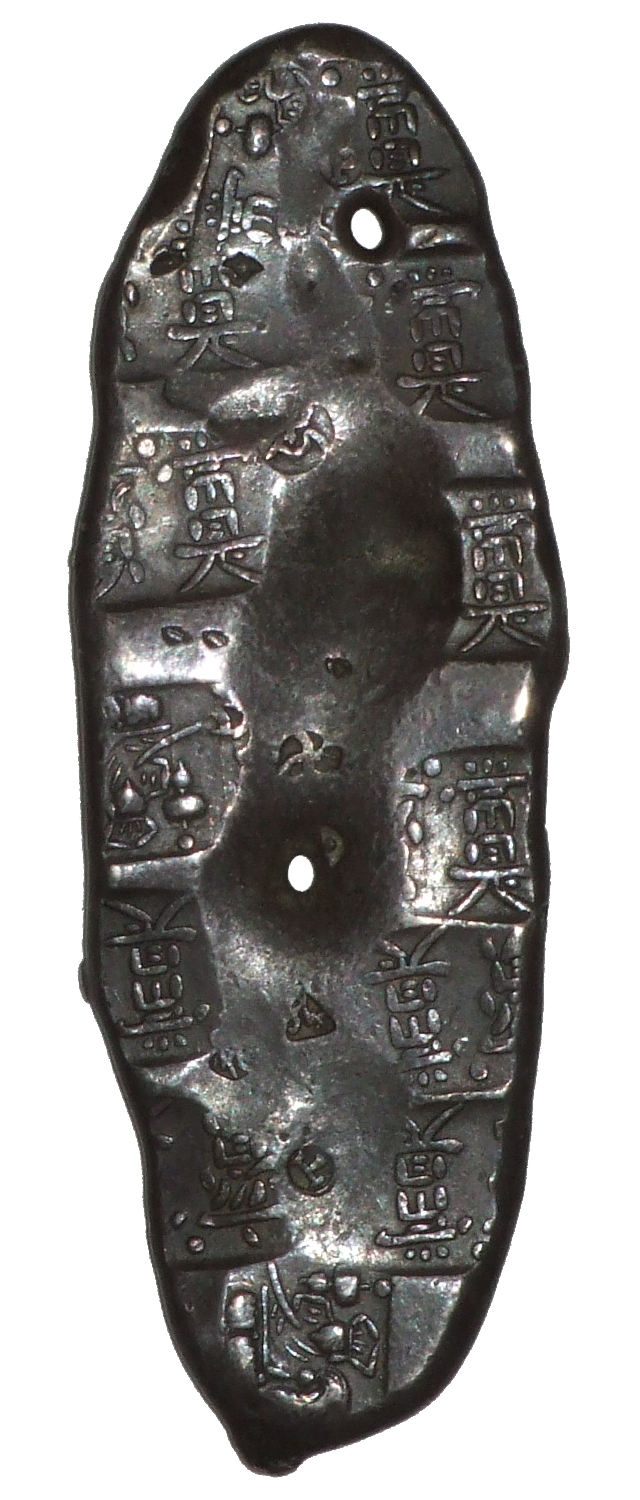
慶長丁銀

超長期の政権安定、特に前半の百数十年は経済成長基調のもと、町人層が発展し、さまざまな分野の活動が活発化した。江戸時代は経済的には目まぐるしい発展を遂げ、その資本の蓄積は、明治維新以降の経済発展の原動力となる。
各地の諸大名は、江戸藩邸や参勤交代の費用を捻出するために自藩産出の米や魚農産物を大阪で売ったため、大阪は諸大名の蔵屋敷が置かれ、全国の特産品が並び、活況を呈した。また、参勤交代やお手伝い普請で多くの諸大名が街道筋の宿屋・旅籠に泊まったため、経済の流通が活発化したのである。江戸幕府は株仲間を結成させて特定商人の独占を認めることで商業統制を行おうとした。しかし、実際には江戸時代も後期に入ると、都市・地方ともに新興商人の台頭が始まり、活発な展開を見せるようになる。幕府はこうした経済発展の動きに十分な対応が取れず、物価変動による社会的混乱を鎮められずに幕府が動揺する一因となった。
アンガス・マディソンによれば、1820年（享保年間）時点のGDPは、アメリカを1とした場合、日本はその1.75倍、オランダは0.3倍、イギリスは2.8倍であり、1850年になり、アメリカが日本の2倍近くに達する。江戸期における1人あたりの生産量は、アメリカの0.15%である。
対外政策としては幕府は海禁（いわゆる鎖国）政策を布いていた。しかし、将軍代替りの際に来府した朝鮮通信使によって清国の動向を、またやはりたびたび来府したオランダ商館長によって欧州の動向を、ある程度においては把握していたといわれている（オランダ風説書）。たとえば天保の改革を行った老中・水野忠邦は、清国でアヘン戦争が起こると、ただちに異国船打払令を撤回させているが、これも英国をはじめとした西洋列強の清国に対する外交姿勢を把握していたからこその対処だった。なお、長崎鳴滝に西洋医術の塾（鳴滝塾）を開いたシーボルトのもとには多数の日本人が修学しており、限られた範囲で西洋人と日本人との交流は行われていた。
農業・林業
農業技術：農業器具の進歩、千歯扱き・備中鍬、金肥料（干鰯、油粕）、勤勉革命
農学：二宮尊徳
水産業
俵物：煎海鼠、（干鮑、フカヒレ…いずれも中華料理の高級食材）
鉱業
佐渡金山、生野銀山、石見銀山、別子銅山
手工業
商品作物、マニュファクチュア
交通
陸上交通：五街道（東海道、中山道、日光街道、甲州街道、奥州街道）
水上交通：弁才船、角倉了以、河村瑞賢、東廻海運、西廻海運
通信：飛脚制度
都市
三都：江戸・大坂・京都、城下町、宿場町、門前町（長野、山田など）
商人
江戸商人、上方商人（大坂商人・近江商人）、伊勢商人

### 通貨政策
江戸幕府は、大量に蓄積された金銀を原資に貨幣制度の改革を行った。幕府創立前の1601年（慶長6年）に金座（小判座）および銀座を設立し、慶長金銀の鋳造を命じた。慶長から寛永期ごろまでは各地の金山および銀山の産出が世界有数の規模であり、5代将軍・徳川綱吉のころまでは江戸城御金蔵の金銀の蓄えも潤沢であった。そして輸入品であった永楽銭などに代わり、1636年（寛永13年）、銭座を設けて寛永通宝などの国内貨幣を鋳造し、流通させた。

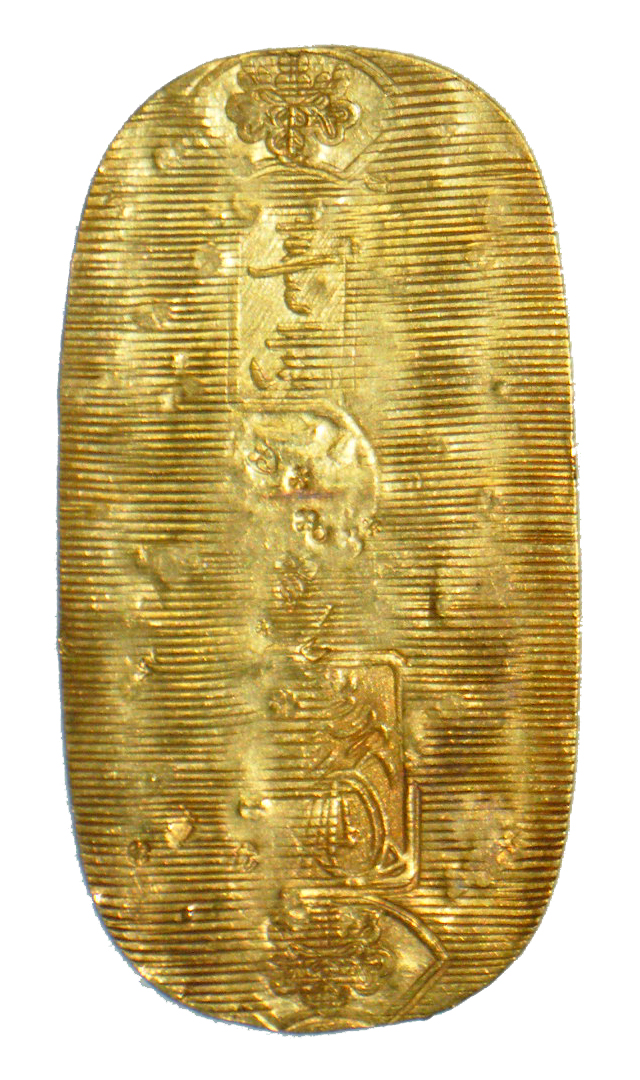
慶長小判

しかしながら、高額貨幣は、東日本は金貨（小判）が、西日本は銀貨（丁銀）が流通の基本となっており、その相場も日々変動したため、両替商などの金融業が発達した。また大量の貨幣を運ぶのを避けるため、手形取引も発達した。また、1620年（元和6年）ごろから世界に先駆けて大坂（大阪）の堂島において先物取引が行われていた。経済が発展するとともに大量の物資輸送の必要が出たため、弁才船による日本沿海を周回する物資流通が大きく発達した。

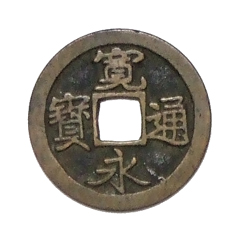
寛永通寳

また寛永期を過ぎると、金銀の産出に陰りが見え始めたのに対し、人口が次第に増加し経済が発展して幕府の支出が増大したため財政難に陥るようになり、金銀の備蓄も底が見え始め、1695年（元禄8年）の元禄金銀の発行を発端に、出目獲得および通貨拡大のため品位を低下させる改鋳が行われるようになる。
1772年（安永元年）の南鐐二朱銀発行以降、次第に両を基軸とする、分、朱の単位を持つ計数銀貨が増加し始め、1837年（天保8年）の一分銀発行に至って、丁銀のような秤量銀貨を凌駕するようになり、銀貨は小判の通貨体系に組み込まれることになった。
幕府は元禄期以降、金銀貨の比率を変更する貨幣改鋳をたびたび行っている。これは幕府の財政を改善させることを主目的とする政策であり、米価を調整することや、貨幣の中に含まれる金を減らし、貨幣の発行量を多くすることによって貨幣発行益を上げることで財政改善を行おうというものであったが、一方でこの政策には市場の通貨量を増加させる目的や、金銀相場の内外調整という目的もあった。徳川綱吉時代の元禄改鋳はリフレ効果をもたらして景気を改善したが、宝永の改鋳では米価が83パーセントも上昇するなど急激なインフレを招いた。新井白石主導による正徳の改鋳は通貨流通量が減少してデフレを招いた。このあと徳川吉宗によって行われた元文改鋳は、デフレ対策を目的として行われ、米価を80年間にわたって安定させることとなった。徳川家斉時代には幕府財政が困窮したために大規模な改鋳が行われ、貨幣の流通量が40パーセント増大した。またこの文政改鋳と、水野忠邦主導による天保の改鋳は、金銀貨を額面通り交換したため、幕府は大きな収益を得ることになった。この結果、幕府の貨幣支出が増大し、元文期よりはゆるやかであるが、経済に刺激を与えるインフレーションをもたらしたと評価する説（新保博）もある。ただし景気がどうだったかというのならば、水野忠成の時代になっても同時代に生きた人間の感覚として当時は不景気であった。当時の書には「時節下り不景気といへど、花の江戸と余国に賞するも宣なり」と書かれている。また現代でいう１００円ショップに似た十九文、十八文、十二文見世が人気を博しており、現代の景気の悪さに通じる面が見られる。開国後には内外の金銀価格差を調整するために安政・万延の改鋳が行われたが、これはさらに名目的な貨幣流通量増大をもたらし、経済は劇的なインフレーションに見舞われることとなった。

### 財政

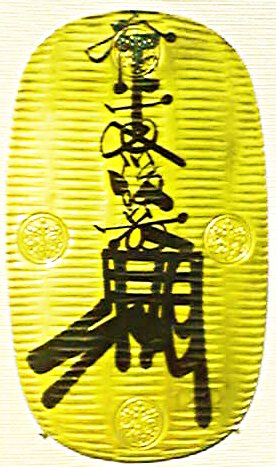
万延大判

徳川家康は武士の支配構造の基本として、士分の収入を米に依存していた。そのため、幕府の経済政策の主力は米相場を安定させることが中心になった。しかしながら、収入を増やすために米の生産量を増やすと米価が下がるというようになかなか思うようにはいかず、また武士階級を困窮させることになり、幾度も倹約令や徳政令が出されることになる。こうした要因によって商人たちが経済の主導権を握るようになった。
18世紀に入ると日本は飢饉が頻発するようになり、天保の大飢饉になると藩によっては収穫ゼロ（津軽藩など）のところも出てくるようになる。また財政を改善させることを主目的とする、貨幣改鋳をたびたび行っている。

## 対外関係・外交
「鎖国」（海禁）政策のもとで、長崎の唐人屋敷における清、長崎出島におけるオランダとの交易が幕府によって行われた。
日清貿易においては、1715年（正徳5年）に貿易制限令（長崎新令）を出し、入港を認める清船を年間70隻から30隻に削減、先着順に信牌(しんぱい)（貿易許可証）を配布し、「来年以降、必ず持参するように」と申し渡した。受け取れなかった清の商人が「日本の年号が入った許可証をもらい、臣従した商人がいる」と訴えたので、清朝は信牌を没収したが、翌年、信牌を持たずに入港した清船は幕府に追い払われて、日清貿易は断絶した。しかし清では基軸通貨である銅銭の原料の過半が日本からの輸入銅を用いていたため、交易を再開・継続する必要に迫られ、清朝は信牌を商人たちに返却した。
オランダ商館長が江戸幕府に提出したオランダ風説書、中国船がもたらし幕府がまとめた唐船風説書は、海外事情を知る手掛かりとなった。
また、対馬藩を仲介した李氏朝鮮との倭館での交易も幕府の公認を受けたものだった。幕府による公式の貿易関係ではないが、薩摩藩の支配下にあった琉球王国を通じ清国・東南アジアとの仲介貿易、松前藩の勢力下にあったアイヌとの交易なども行われていた。
以上四箇所を「四つの口」と呼ぶこともある。
交易とは違うが、天候不順により海外へ難破した者もいた。今に知られている漂流者らは、一様に外国の手厚い保護を受け、外国の知識を得て日本に帰国した。18世紀末にロシアに漂流し、女帝エカチェリーナ2世に謁見した大黒屋光太夫や、アメリカで教育を受けて幕末に活躍する中浜万次郎（ジョン万次郎）などがその例である。
国交については、江戸幕府は唯一、李氏朝鮮とは正式な国交を持つ状態が長らく続いた。
1854年（嘉永7年）の日米和親条約の締結により「鎖国」は終了した。

### 外交
- 朝鮮通信使
- 日露関係史
- 日朝関係史
- 日蘭関係

## 宗教

### 儒教
儒教は日本においてはむしろ儒学として発展し、江戸時代初期から中期にかけて朱子学や陽明学が盛んになった。

### 仏教
全ての国民が、家族単位で、いずれかの仏教寺院のメンバー（檀家）にならなければならない檀家制度が制定され、これによって幕府は国民の動向を個々人のレベルでほぼ完全に把握、統制できるようになった。出生、死亡、結婚、旅行、移住などの個人情報が寺院に集約されることにより、幕府にとって仏教寺院は、政権維持のために必要不可欠な統制機関として重要視された。幕府にとって檀家制度はキリスト教徒の探索と排除としても機能した 。
仏教内部も腐敗して「葬式仏教」が成立して堕落したとする戦前の辻善之助に代表される「近世仏教堕落論」は、戦後になって多くの批判が行われた。一方で近世仏教思想の研究は、未だに道半ばな状況にある。
江戸時代の仏教は、僧侶による教理研究が盛んに行われ、旗本出身である鈴木正三や独力で大蔵経を刊行した鉄眼道光、サンスクリット研究、戒律復興を提唱した慈雲、臨済宗中興の祖と称される白隠などの僧侶がいた。また大衆による仏教信仰は縁日・開帳・勧進といった祭礼の隆盛に繋がった。更には近世文学には仏教の法話を参考にしたものも多く、江戸文化の根底の一つであった。
織田政権や江戸幕府より邪宗とされた日蓮宗不受不施派は徹底的に弾圧された。

### 神道
神道では、幕府や諸藩の儒教奨励にともなって神道と儒教が習合した神儒一致の垂加神道などの儒教神道が現れた。次いで国学の隆盛にともない儒仏を廃した復古神道が唱えられ、一部では神仏分離が始まった復古神道は儒教や仏教の教えを排除したが、一方では、垂加神道や復古神道は幕末の尊王思想にも影響を与え、明治期の政策にも影響を与えた。

### 耶蘇教（キリスト教）
豊臣秀吉によるバテレン追放令の流れを受け、耶蘇教と呼ばれたキリスト教は江戸時代のほとんどを通じて徹底した取り締まりを受けた。
江戸時代初期は交易国であったイギリスやポルトガルなどからもキリスト教が伝えられたため、禁止令も徹底されなかった。しかし鎖国政策を強めるにつれてキリスト教の弾圧が強化された。
- 1622年（元和8年）には長崎西坂で元和の大殉教として知られる大量処刑が行われた[77]。この3代将軍徳川家光の時代には、封建制度の確立、貿易・出入国の管理・統制の強化（「鎖国」の徹底）、キリシタンの禁止が三大政策となり、キリスト教徒は殉教か棄教のいずれかを選択せざるを得なくなった。
- 1635年（寛永12年）長崎奉行に対する職務規定（「第三次鎖国令」）で、日本人の東南アジア方面との往来を禁止することで、宣教師の密航の手段として利用された朱印船貿易を廃止した。
- 1637年（寛永14年）島原の乱が発生。この後は、全国でキリシタン取り締まりが徹底され、寺請制度などの制度によってキリシタンを摘発した。わずかに残った教徒は隠れキリシタンとして幕末まで信仰を持続した[78]。
- 1865年（慶応元年）には隠れキリシタンたちがフランス人宣教師に信仰を告白して世界的ニュースとなった。彼らはその後、明治政府に弾圧された（浦上四番崩れ）[79]。

## 学問・思想
江戸時代には、戦乱が静まり社会が安定し平和になったことと経済活動が活発になったことにより、人々の言論活動も活発になり、多様な学問が開花した。また経済の発展による庶民の台頭は、学問の担い手を生むこととなった。江戸時代の学問の特徴としては、研究者個人の直感的・連想的な思考を軸とする中世的な発想で研究を進めるのではなく、文献などに基づき実証的に研究するという態度が現れたことが挙げられる。また一部には身分制度を否定したりする思想が現れた。このように、中世を離れ近代に近い時期として、江戸時代は歴史の上で近世と定義されている。
江戸時代中期になると、藩政改革の一環としての藩校開学が各地で行われるようになる。基本的には藩士の子弟に朱子学や剣術を奨励・徹底するものだが、一部には医術や西洋技術を講義し、さらに庶民までも受講対象となるところもあった。庶民レベルでは、僧侶ら知識階級が庶民らの子どもを集めて基本的な読み書きを教えた。この寺子屋が増えていったことで日本の識字率が高まっていき、幕末から明治にかけての近代化を支える原動力となった。また、京都や大坂などの大きな町では江戸時代初期から伊藤仁斎が古義堂を開くなど、私塾を構えるところもあったが、江戸中期から郷村で村塾といわれる私塾が出てきた。
鎖国否定論者でもある和辻哲郎は、「慶長から元禄へかけて、すなわち十七世紀の間は、前代の余勢でまだ剛宕な精神や冒険的な精神が残っているが、その後は目に見えて日本人の創造活動が萎縮してくる」、「中江藤樹、熊沢蕃山、山鹿素行、伊藤仁斎、やや遅れて新井白石、荻生徂徠などの示しているところを見れば、それはむしろ非常に優秀である。これらの学者がもし広い眼界の中で自由にのびのびとした教養を受けることができたのであったら、十七世紀の日本の思想界は、十分ヨーロッパのそれに伍することができたであろう。それを思うと、林羅山などが文教の権を握ったということは、何とも名状のしようのない不愉快なことである」と評している。
- 尊王論、宝暦事件、明和事件
- 心学
- 水戸学
- 蘭学、寛政異学の禁、シーボルト事件、蛮社の獄
- 和算

### 儒学
論語をはじめとする儒教経典は、古代から仏教経典とともに日本に伝来しており、室町時代には五山の僧により読まれていた。豊臣秀吉の朝鮮出兵の際、姜沆らの朱子学者が連れ帰られたこと、また、徳川家康が論語を愛し、藤原惺窩とその弟子林羅山を重用したことで朱子学の研究が本格化した。幕府は昌平坂学問所を徳川家私設の学問所として設立した。民間では「近江聖人」と呼ばれた中江藤樹や、朱子の「祖述」を旨とした山崎闇斎の学派が存在し、民間にも朱子学は伝わっていった。ヘルマン・オームスは朱子学と神道を統合した闇斎学派によって「徳川イデオロギー」が完成したとする。松平定信は寛政異学の禁で昌平坂学問所での朱子学以外の講義を禁じ、大坂の町人学問所である懐徳堂を公認した。陽明学は中江藤樹の弟子である熊沢蕃山が学んでいたほか、大塩平八郎や吉田松陰ら幕末の志士にも学ばれた。
- 古学、古義学、古文辞学

### 国学

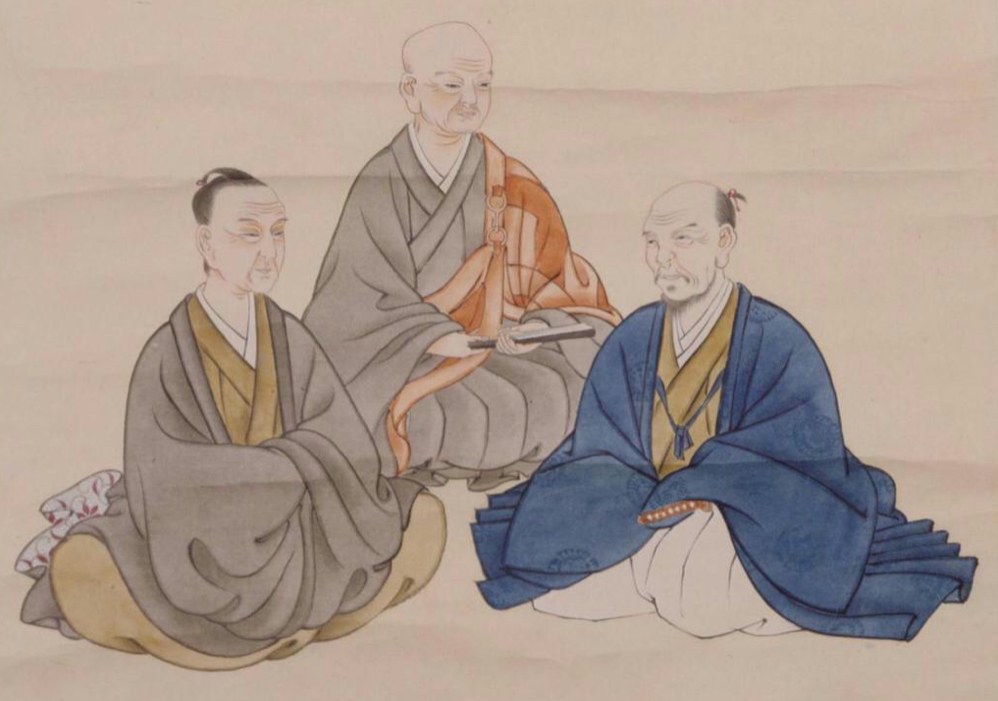
国学の三哲（左から本居宣長、契沖、賀茂真淵）

こうした儒学に対抗する形で、江戸時代中期に国学が発生した。後世の文献や外国の思想に依拠することなく、日本古典を通じて日本固有の文化を明らかにしようとする学問である。契沖に始まり、荷田春満が学問として確立して以降、賀茂真淵が江戸の町人たちに広め、本居宣長が大成させた後、平田篤胤によって昇華された。こうした歴史的進展に伴い、神道、歴史、有職故実、官職、文学などの諸学問全般にまで及んだ。
なお、国学という術語が一般化するのは明治以降で、江戸時代には「和学」や「古学」という呼称も使用されていた。

## 文化・芸術・風俗
いくつかの地方では女性の平均的な結婚年齢は24歳で、男性は28歳だった。最初の子どもが生まれるのは結婚して3年というのが平均的だった。結婚した夫婦の半数は子ども2人以下で、あとの半数は1夫婦あたり4人から5人の出生数（養育数）だった。
- 寛永文化、元禄文化、天明文化、化政文化
- 町人文化、上方と江戸、粋（いき）と通（つう）
- 江戸っ子

文芸
- 俳諧：松永貞徳（貞門俳諧）、西山宗因（談林俳諧）、松尾芭蕉（蕉風俳諧）、与謝蕪村、小林一茶
- 戯作
  - 草双紙：浅井了意・鈴木正三ほか『仮名草子』、井原西鶴『浮世草子』
  - 談義本・滑稽本：十返舎一九『東海道中膝栗毛』、式亭三馬『浮世風呂』
  - 読本：上田秋成『雨月物語』、曲亭馬琴『南総里見八犬伝』
  - 洒落本：山東京伝『仕懸文庫』
  - 黄表紙：恋川春町『金々先生栄華夢』
  - 人情本：為永春水『春色梅児誉美』
  - 合巻：柳亭種彦『偐紫田舎源氏』

芸能
- 人形浄瑠璃：近松門左衛門、紀海音、竹本義太夫、豊竹若大夫、二代目竹田出雲
- 歌舞伎
  - 役者：初代・二代目・四代目・七代目 市川團十郎、初代嵐三右衛門、初代坂田藤十郎、三代目瀬川菊之丞、初代中村富十郎、三代目尾上菊五郎、三代目中村歌右衛門、五代目松本幸四郎
  - 作者：初代並木五瓶、並木宗輔、並木正三、四代目鶴屋南北、二代目河竹新七（黙阿弥）
- 舞踊
  - 舞：能楽を除き、徐々に衰えた。
  - 踊：念仏踊り、盆踊り
  - 振：歌舞伎舞踊、上方舞
- 演芸
  - 落語：鹿野武左衛門、初代露の五郎兵衛、初代米沢彦八、初代三遊亭圓朝
  - 講談
  - 水芸
  - 紙切

音楽
- 三味線音楽
  - 歌いもの
    - 地歌
      - 三味線組歌：石村検校『琉球組』、野川検校、柳川検校
      - 芝居歌：岸野治朗左
      - 長歌物：佐山検校『躑躅』、浅利検校
      - 端歌物：藤永検校、政島検校、鶴山勾当、峰崎勾当『雪』『袖香炉』
      - 謡曲物：藤尾勾当『屋島』『虫の音』『鉄輪』
      - 手事物：深草検校『さらし』
        - 峰崎勾当：『残月』『越後獅子』『吾妻獅子』『玉椿』
        - 松島検校：『椿尽し』
        - 菊崎検校：『西行桜』
        - 国山勾当：『玉川』
        - 三つ橋勾当：『松竹梅』『根曳の松』
        - 松浦検校：『四季の眺』『深夜の月』『四つの民』『宇治巡り』『玉の台』『新浮舟』『若菜』『里の春』『末の契』『新松尽し』『三つ恋慕』『里の暁』『鳥追』
        - 石川勾当：『八重衣』『新青柳』『融』『新娘道成寺』
        - 菊岡検校：『御山獅子』『茶音頭』『楫枕』『今小町』『磯千鳥』『夕顔』『笹の露』『長等の春』『芥子の花』『梅の春』『園の秋』『ままの川』『舟の夢』
        - 光崎検校：『桜川』『七小町』『初音』『千代の鶯』『夜々の星』『桂男』
        - 在原勾当：『さむしろ』『松の寿』
        - 菊山検校：『春の曙』
        - 吉沢検校：『玉くしげ』『深山木』『花の縁』『新山姥』『夏衣』
        - 幾山検校：『萩の露』『打盤』『横槌』『新玉鬘』『四季の寿』『川千鳥』『磯の春』
        - 葛原勾当：『花形見』
        - 光瀬都

    - 長唄
    - 歌沢
    - 端唄
    - 小唄

  - 浄瑠璃（語り物）
    - 義太夫節、豊後節、常磐津節、清元節、半太夫節、河東節、宮園節、一中節、富本節、新内節、繁太夫節、大薩摩節、荻江節
- 三曲
  - 地歌
  - 箏曲
    - 筑紫箏：賢順、法水
    - 八橋流：八橋検校、北島検校
    - 生田流系諸派：生田検校、継橋検校、三橋検校、市浦検校、松浦検校、浦崎検校、八重崎検校、光崎検校、吉沢検校、幾山検校、葛原勾当
    - 山田流：山田検校、山登検校、山勢検校、山木検校、千代田検校

  - 胡弓楽：八橋検校、藤植検校、政島検校、腕崎検校、吉沢検校
  - 尺八楽
    - 一節切
    - 普化尺八
    - 琴古流：黒沢琴古
- 明清楽
  - 明楽
  - 清楽
- 一絃琴
- 二絃琴：中山琴主
- 琵琶
  - 薩摩琵琶：淵脇了公
- その他
  - 下座音楽、門付、はやり歌、都々逸、ちょぼくれ、民謡

建築
- 城郭：社会の安定と幕府による規制のため、急激に衰えた。
- 寺社：清水寺本堂、東寺の五重塔、萬福寺、善光寺本堂、東大寺大仏殿、出雲大社本殿、春日神社本殿の改築
- 霊廟：日光東照宮
- 御所：京都御所再建、桂離宮、修学院離宮
- 数奇屋：龍光院密庵、大徳寺孤篷庵の忘筌

美術
- 絵画
  - 狩野派：狩野探幽
  - 琳派：俵屋宗達、尾形光琳、酒井抱一
  - 土佐派：土佐光起
  - 文人画（南画）：池大雅、与謝蕪村、浦上玉堂、青木木米、田能村竹田、渡辺崋山
  - 浮世絵：菱川師宣、鈴木春信、鳥居清長、喜多川歌麿、東洲斎写楽、葛飾北斎、歌川広重、歌川豊国、歌川国貞
  - 円山四条派：円山応挙、呉春
  - 洋風画：平賀源内、司馬江漢、亜欧堂田善、小田野直武、佐竹曙山、佐竹義躬
- 工芸
  - 陶磁器：伊万里焼（酒井田柿右衛門）、京焼（野々村仁清）、九谷焼、瀬戸焼、萩焼
  - 染織物：友禅染、小紋染、豊後絞り
  - 硝子工芸：ぽっぺん、江戸切子、薩摩切子、七宝焼
  - 漆器
  - 印籠
  - 根付

園芸
- 花卉：椿、桜、牡丹、芍薬、梅、躑躅、菊、楓、撫子、朝顔、仙翁、桜草、花菖蒲、万年青、唐橘、万両、藪柑子、松葉蘭、長生蘭、富貴蘭、軒忍、細辛、福寿草、蒲公英、酸漿
- 盆栽

風俗
- 娯楽：花見、潮干狩り、金魚売り、虫売り、両国川開き、紅葉狩り、芝居見物（歌舞伎、人形浄瑠璃）、相撲見物、落語、講談、成田詣で、お伊勢参り、富士詣り
- 茶屋：水茶屋、芝居茶屋、相撲茶屋、待合茶屋、陰間茶屋
- 遊廓：吉原、島原、新町、岡場所、飯盛女
- 賭博：富籤、無尽（頼母子講）、賽子、花札

食文化
- 江戸料理
- 蕎麦
- 握り寿司
- 江戸前寿司
- 刺身
- 海苔巻き
- 浅草海苔（板海苔）
- うなぎの蒲焼
- 佃煮
- ふぐ
- 初鰹
- 天ぷら
- 豆腐
- 味噌田楽
- 納豆汁
- 本膳料理
- 肉鍋
- 大判焼
- 砂糖を使った菓子
- 砂糖漬け

## 人物
- 江戸時代の人物一覧
- 徳川将軍一覧
- 大老・老中・側用人の一覧
- 町奉行・勘定奉行の一覧
- 長崎奉行・外国奉行・軍艦奉行の一覧
- 京都所司代・大坂城代の一覧
- 幕末の人物一覧
- 明治維新以前に日本に入国した欧米人の一覧

### 江戸時代生まれの最後の生き残り
1868年（慶応4年）生まれが96歳となる1960年代の時期の1964年（昭和39年ごろ）より江戸時代生まれの男性がゼロになった県が出ていた。市部では1950年代後半ごろで江戸時代生まれの男性がゼロ、女性も1～2人という自治体もみられる。100歳となる1968年（明治100周年記念式典のころ）より江戸時代生まれの人物が女性を含めてゼロになった県が出ていた。1968年9月時点では1868年9月以前の生まれの人口が山形県、栃木県、群馬県、埼玉県が1人で青森県、富山県、石川県、奈良県が2人であった。
1970年時点での江戸時代生まれの人物は100人台、うち男性は19人であった。1973年9月時点では江戸時代生まれの人物は10人、1975年時点では6人であった。
大政奉還以前生まれ最後の人物は1976年11月16日に死去した河本にわで、うち男性は1973年8月1日に死去した後藤長次郎（1866年7月4日生まれ、岐阜県）であった。
明治改元以前生まれ最後の人物は1977年5月27日に死去した中山イサで、うち男性は1976年1月2日に死去した吉川与三太郎あった。